# 컴퓨터 냉각

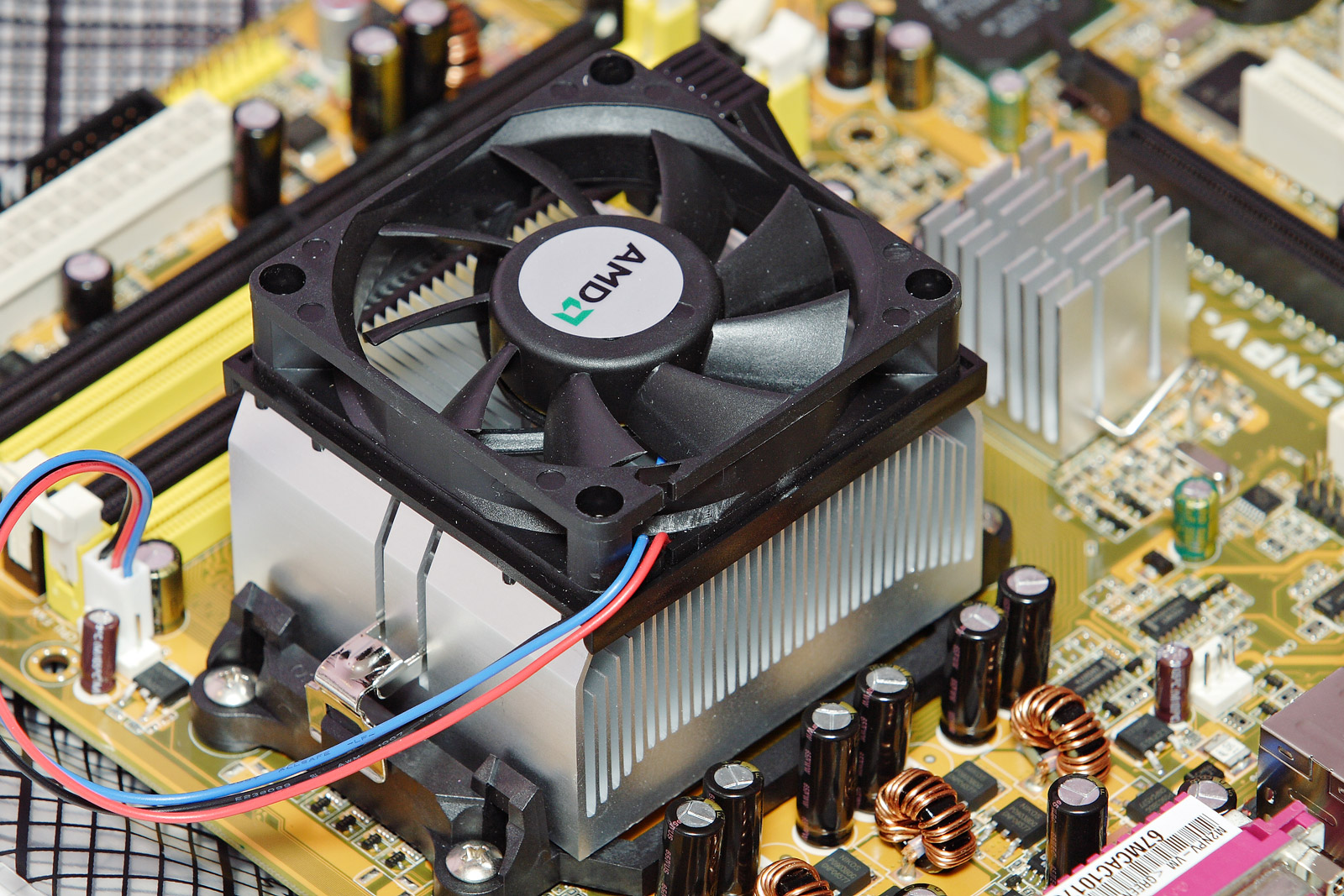
핀이 달린 공랭 히트 싱크와 팬이 CPU에 고정되어 있고, 팬이 없는 작은 수동형 히트 싱크가 뒤쪽에 있다.

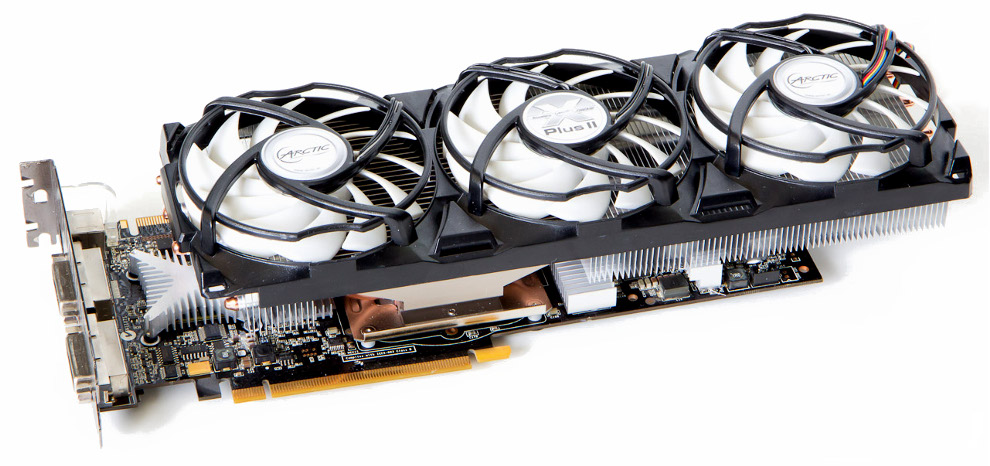
GPU 및 주변 부품의 냉각 효율을 극대화하기 위해 비디오 카드에 장착된 3팬 히트 싱크

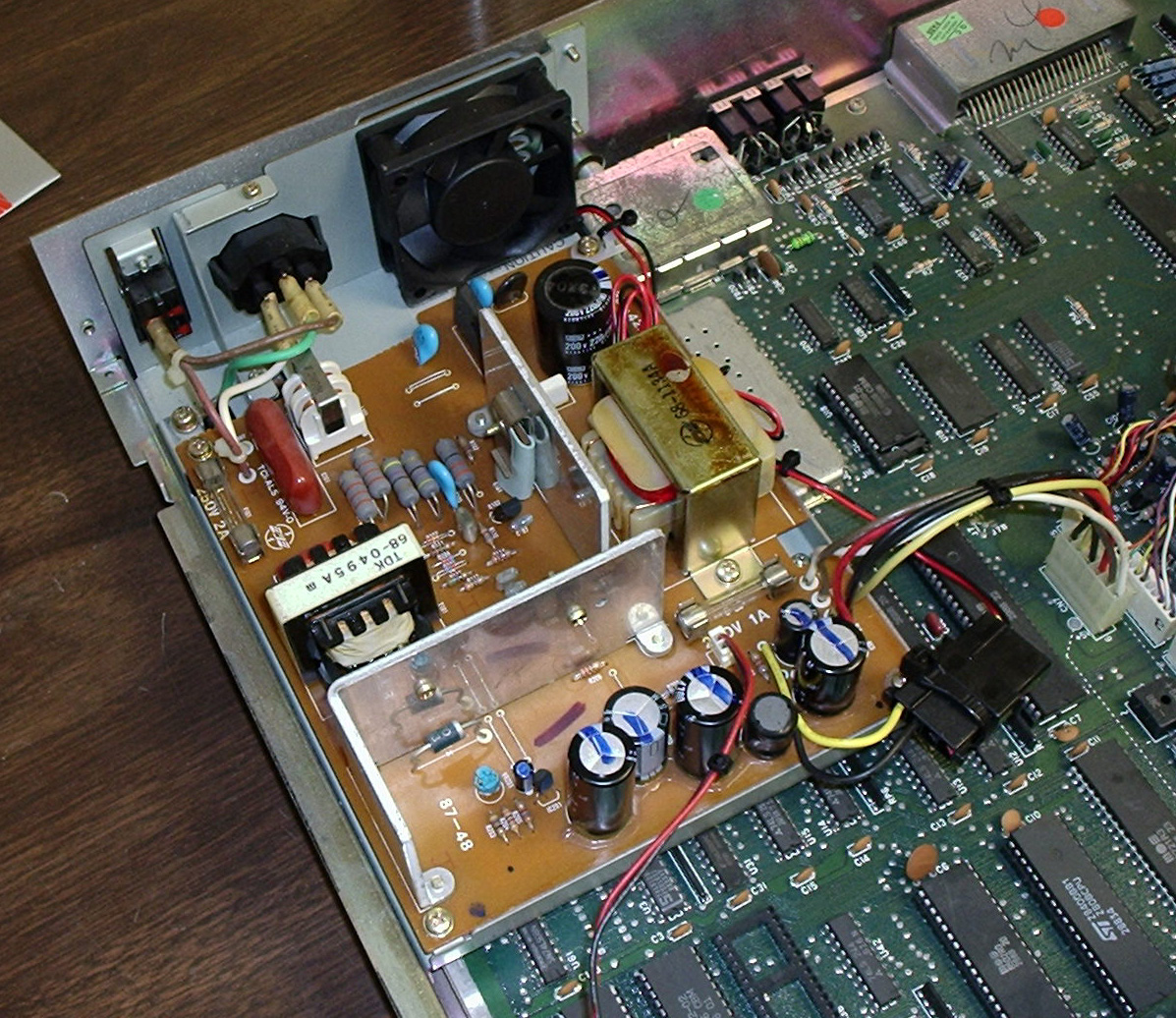
코모도어 128DCR 컴퓨터의 스위치 모드 전원 공급 장치와 사용자가 설치한 60mm 냉각 팬. 수직 알루미늄 프로파일이 히트 싱크로 사용된다.

컴퓨터 냉각 또는 컴퓨터 쿨링(computer cooling)은 컴퓨터 부품에서 발생하는 폐열을 제거하여 부품을 허용 가능한 작동 온도 한도 내로 유지하는 데 필요하다. 과열될 경우 일시적인 오작동 또는 영구적인 고장이 발생할 수 있는 부품으로는 중앙 처리 장치(CPU), 칩셋, 그래픽 카드, 하드 디스크 드라이브, 솔리드 스테이트 드라이브(SSD)와 같은 집적 회로가 있다.
부품은 종종 가능한 한 적은 열을 발생시키도록 설계되며, 컴퓨터와 운영 체제는 작업 부하에 따라 전력 소비와 그에 따른 발열을 줄이도록 설계될 수 있지만, 냉각에 주의를 기울이지 않으면 제거할 수 있는 것보다 더 많은 열이 여전히 발생할 수 있다. 공기 흐름에 의해 냉각되는 히트 싱크를 사용하면 주어진 양의 열로 인한 온도 상승을 줄일 수 있다. 공기 흐름 패턴에 주의를 기울이면 핫스팟의 발생을 막을 수 있다. 컴퓨터 팬은 뜨거운 공기를 적극적으로 배출하여 온도를 낮추기 위해 히트 싱크 팬과 함께 널리 사용된다. 수랭과 같은 다른 냉각 기술도 있다. 모든 최신 프로세서는 프로세서의 내부 온도가 지정된 한계를 초과하면 전압이나 클럭 속도를 줄이거나 차단하도록 설계되었다. 이는 일반적으로 클럭 속도 감소의 경우 열 스로틀링, 장치 또는 시스템의 완전한 종료의 경우 열 종료로 알려져 있다.
냉각은 뜨거운 공기를 배출하는 것과 같이 컴퓨터 케이스 내의 주변 온도를 낮추거나, 단일 부품 또는 작은 영역(스폿 냉각)을 냉각하도록 설계될 수 있다. 일반적으로 개별적으로 냉각되는 부품에는 CPU, 그래픽 처리 장치(GPU) 및 노스브리지가 포함된다.

## 원치 않는 열 발생원
집적 회로(예: CPU 및 GPU)는 최신 컴퓨터에서 열을 발생시키는 주요 요인이다. 효율적인 설계와 전압 및 주파수와 같은 작동 매개변수 선택을 통해 열 발생을 줄일 수 있지만, 궁극적으로 허용 가능한 성능은 상당한 열 발생을 관리해야만 달성할 수 있다.

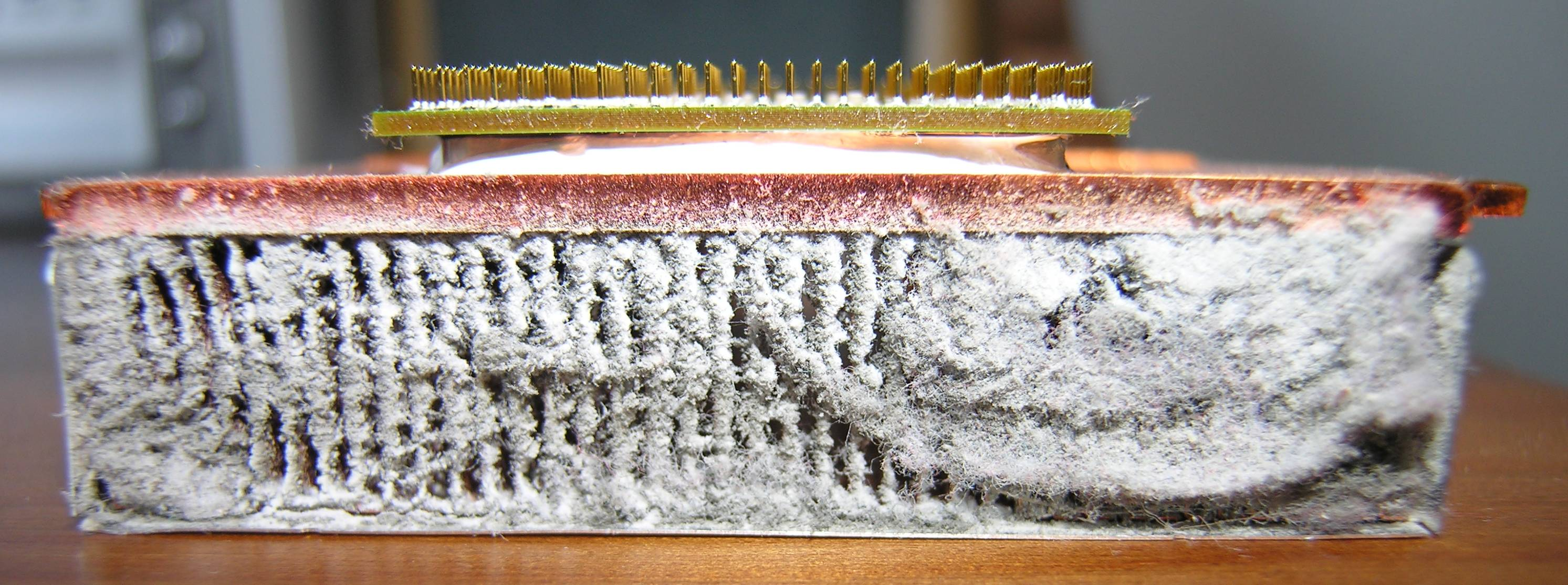
이 노트북 CPU 히트 싱크에 3년 사용 후 쌓인 먼지는 잦은 열 차단으로 인해 노트북을 사용할 수 없게 만들었다.

작동 시 컴퓨터 부품의 온도는 주변으로 전달되는 열이 부품에서 발생하는 열과 같아질 때까지 상승하며, 즉 열평형에 도달할 때까지 상승한다. 안정적인 작동을 위해서는 온도가 각 부품에 고유한 지정된 최대 허용 값을 초과해서는 안 된다. 반도체의 경우, 부품 케이스, 히트 싱크 또는 주변 온도보다 순간적인 접합부 온도가 중요하다.
냉각은 다음과 같은 원인으로 저해될 수 있다.
- 먼지는 단열재 역할을 하고 공기 흐름을 방해하여 히트 싱크 및 팬 성능을 저하시킨다.
- 불량한 공기 흐름에는 리본 케이블과 같은 방해 부품과의 마찰로 인한 난류 또는 팬의 잘못된 방향이 포함되며, 이는 케이스를 통과하는 공기량을 줄이고 심지어 케이스 내부에 뜨거운 공기의 국부적인 소용돌이를 생성할 수 있다. 열 설계가 불량한 일부 장비의 경우, 냉각 공기가 뜨거운 부품을 통과하기 전에 "냉각" 구멍을 통해 쉽게 유출될 수 있다. 이러한 경우 냉각은 종종 특정 구멍을 막는 것으로 개선될 수 있다.
- 열 전달 불량은 냉각될 부품과 냉각 장치 간의 열 접촉 불량으로 인해 발생한다. 이는 표면 결함을 보정하기 위해 열 화합물을 사용하거나 랩핑을 통해 개선할 수 있다.

## 손상 방지
고온은 수명을 크게 단축시키거나 부품에 영구적인 손상을 입힐 수 있으며, 때로는 부품의 열 출력이 컴퓨터의 냉각 용량을 초과할 수 있기 때문에 제조업체는 온도가 안전 한도 내에 유지되도록 추가적인 예방 조치를 취하는 경우가 많다. CPU, 마더보드, 칩셋 또는 GPU에 열 센서가 통합된 컴퓨터는 고온이 감지되면 영구적인 손상을 방지하기 위해 스스로 종료될 수 있지만, 이것이 장기적인 안전 작동을 완전히 보장하지는 못한다. 과열되는 부품이 이 지점에 도달하기 전에 동적 주파수 스케일링 기술을 사용하여 온도가 안전 지점 이하로 떨어질 때까지 "스로틀링"될 수 있다. 스로틀링은 집적 회로의 작동 주파수와 전압을 줄이거나 칩의 비필수 기능을 비활성화하여 열 출력을 줄이며, 종종 약간 또는 상당히 성능을 저하시킨다. 데스크톱 및 노트북 컴퓨터의 경우 스로틀링은 종종 바이오스 수준에서 제어된다. 스로틀링은 또한 부품이 밀집되어 능동 냉각이 거의 없거나 전혀 없는 스마트폰 및 태블릿에서 온도를 관리하는 데 일반적으로 사용되며, 사용자의 손에서 추가적인 열이 전달된다.
사용자는 또한 손상을 사전에 방지하기 위해 몇 가지 작업을 수행할 수 있다. 쿨러와 케이스 팬을 육안으로 검사할 수 있다. 만약 팬이 제대로 회전하지 않는다면, 교체해야 할 가능성이 높다. 사용자는 또한 팬을 철저히 청소해야 하는데, 먼지와 이물질이 주변 케이스 온도를 높이고 팬 성능에 영향을 미칠 수 있기 때문이다. 가장 좋은 방법은 개방된 공간에서 압축 공기를 사용하는 것이다. 손상을 방지하는 또 다른 선제적인 기술은 서멀 페이스트를 정기적으로 교체하는 것이다.

## 메인프레임 및 슈퍼컴퓨터
전자 컴퓨터가 점점 더 커지고 복잡해짐에 따라 활성 부품의 냉각은 안정적인 작동에 중요한 요소가 되었다. 비교적 큰 캐비닛을 가진 초기 진공관 컴퓨터는 자연 또는 강제 공기 순환에 의존하여 냉각할 수 있었다. 그러나 고체 상태 장치는 훨씬 더 밀집되어 포장되었으며 허용 가능한 작동 온도가 더 낮았다.
1965년부터 IBM 및 기타 메인프레임 제조업체는 밀집된 집적 회로의 냉각 물리학에 대한 집중적인 연구를 후원했다. 자연 대류 및 강제 대류, 직접 공기 충돌, 직접 액체 침지 및 강제 대류, 풀 비등, 유하액막, 유동 비등, 액체 제트 충돌과 같은 방법을 사용하여 많은 공기 및 액체 냉각 시스템이 고안되고 조사되었다. 각 가능한 냉각 시스템 기하학에 대한 부품의 온도 상승을 예측하기 위해 수학적 분석이 사용되었다.
IBM은 물 냉각식 콜드 플레이트를 집적 회로 패키지와 직접 열 접촉시키는 열 전도 모듈(TCM)의 3세대를 개발했다. 각 패키지에는 열 전도성 핀이 눌러져 있었고, 헬륨 가스가 칩과 열 전도 핀을 둘러싸고 있었다. 이 설계는 칩에서 최대 27와트, 모듈당 최대 2000와트를 제거할 수 있었으며, 칩 패키지 온도를 약 50 °C (122 °F)로 유지했다. IBM 3081 프로세서에서 TCM은 단일 인쇄 회로 기판에서 최대 2700와트를 허용하면서 칩 온도를 69 °C (156 °F)로 유지했다. 물 냉각을 사용하는 열 전도 모듈은 미쓰비시와 후지쓰를 포함한 다른 회사에서 제조한 메인프레임 시스템에서도 사용되었다.
1976년에 설계된 Cray-1 슈퍼컴퓨터는 독특한 냉각 시스템을 가지고 있었다. 이 기계는 높이가 77 인치 (2,000 mm)에 불과하고 지름이 56 1⁄2 인치 (1,440 mm)였으며, 최대 115킬로와트를 소비했다. 이는 서양 가정 수십 가구 또는 중형차 한 대의 평균 전력 소비량과 비슷하다. 이 기계에 사용된 집적 회로는 당시 사용 가능한 가장 빠른 것으로, 이미터-결합 논리를 사용했다. 그러나 속도는 나중에 나온 CMOS 장치에 비해 높은 전력 소비를 동반했다.
열 제거는 매우 중요했다. 냉매는 기계의 12개 기둥형 섹션에 있는 수직 냉각 바에 내장된 파이프를 통해 순환되었다. 기계의 1662개 인쇄 회로 모듈 각각에는 구리 코어가 있었고 냉각 바에 고정되었다. 이 시스템은 냉매가 21 °C (70 °F)로 순환하면서 집적 회로의 케이스를 54 °C (129 °F) 이하로 유지하도록 설계되었다. 최종 열 배출은 수냉식 응축기를 통해 이루어졌다. 냉각 시스템의 배관, 열교환기 및 펌프는 컴퓨터 본체 외부를 둘러싼 패딩 처리된 벤치 시트에 배치되었다. 작동 중인 기계 무게의 약 20%는 냉매였다.
모듈 밀도가 더 높은 후기 크레이-2에서 시모어 크레이는 기계적 냉동 방식을 사용하는 금속 전도 기술로는 기계를 효과적으로 냉각하는 데 어려움을 겪었으므로 '액체 침지' 냉각 방식으로 전환했다. 이 방식은 크레이-2의 섀시를 Fluorinert라는 액체로 채우는 것을 포함했다. 플루오리너트는 이름에서 알 수 있듯이 전자 부품의 작동을 방해하지 않는 불활성 액체이다. 부품이 작동 온도에 도달하면 열이 플루오리너트로 발산되고, 플루오리너트는 기계 밖으로 펌핑되어 냉각수 열교환기로 전달된다.
현대 시스템의 전성비는 크게 향상되었다. 1980년대와 1990년대의 집적 회로에 비해 주어진 전력 소비로 훨씬 더 많은 계산을 수행할 수 있게 되었다. Blue Gene과 같은 최근 슈퍼컴퓨터 프로젝트는 공랭에 의존하며, 이는 수랭에 비해 시스템의 비용, 복잡성 및 크기를 줄여준다.

## 공랭

### 팬
팬은 자연 대류가 열을 제거하기에 불충분할 때 사용된다. 팬은 컴퓨터 케이스에 장착되거나 CPU, GPU, 칩셋, 전원 공급 장치(PSU), 하드 디스크, 또는 확장 슬롯에 꽂히는 카드 형태로 부착될 수 있다. 일반적인 팬 크기는 40, 60, 80, 92, 120, 140mm이다. 고성능 개인용 컴퓨터에는 때때로 200, 230, 250, 300mm 팬이 사용되기도 한다.

#### 섀시 내 팬의 성능

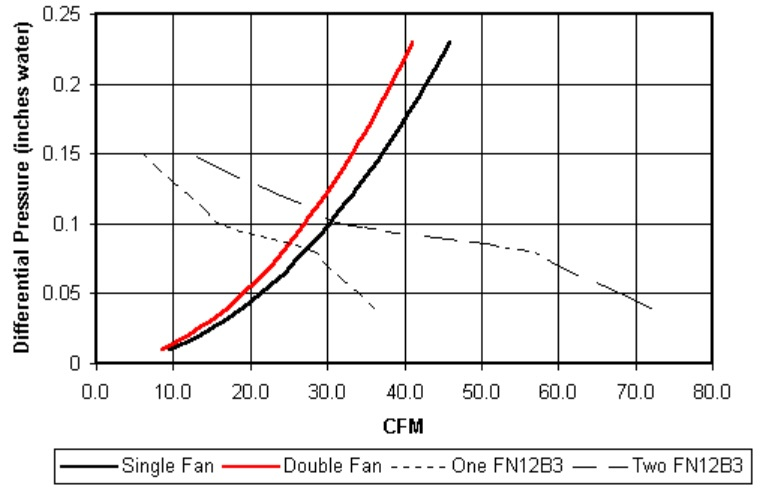
일반적인 팬 및 섀시 임피던스 곡선

컴퓨터는 섀시와 부품을 통해 흐르는 공기에 대한 특정 저항을 가지고 있다. 이는 흡입구 및 배출구, 공기 필터, 내부 섀시 및 전자 부품과 같이 공기 흐름을 방해하는 모든 작은 요소들의 합이다. 팬은 흡입 측 공기에 대해 배출 측 공기에 상대적인 압력을 제공하는 간단한 공기 펌프이다. 이러한 압력 차이는 공기가 섀시를 통해 이동하게 하며, 공기는 더 낮은 압력의 영역으로 흐른다.
팬은 일반적으로 두 가지 사양을 공개한다: 자유 공기 유량과 최대 차압. 자유 공기 유량은 팬이 역압이 없을 때 이동시키는 공기의 양이다. 최대 차압은 팬이 완전히 막혔을 때 생성할 수 있는 압력의 양이다. 이 두 극단 사이에는 일반적으로 그래프로 표시되는 유량 대 압력의 일련의 해당 측정이 있다. 각 팬 모델은 인접한 그림의 파선 곡선과 같이 고유한 곡선을 갖는다.

#### 병렬 대 직렬 설치
팬은 서로 병렬로, 직렬로, 또는 이 둘을 조합하여 설치할 수 있다. 병렬 설치는 팬이 나란히 장착되는 것을 의미한다. 직렬 설치는 흡입 팬과 배기 팬처럼 다른 팬과 직렬로 두 번째 팬이 있는 것을 의미한다. 논의를 단순화하기 위해 팬이 동일한 모델이라고 가정한다.
병렬 팬은 자유 공기 흐름을 두 배로 제공하지만 추가적인 구동 압력은 제공하지 않는다. 반면에 직렬 설치는 사용 가능한 정압을 두 배로 늘리지만 자유 공기 흐름은 증가시키지 않는다. 인접한 그림은 최대 압력 0.15 인치 (3.8 mm)의 물과 약 72 cubic feet per minute (2.0 m3/min)의 두 배 유량을 가진 단일 팬 대 두 개의 병렬 팬을 보여준다.
공기 흐름은 압력의 제곱근에 비례하여 변한다. 따라서 압력을 두 배로 늘려도 흐름은 1.41(√2)배만 증가하며, 두 배가 되는 것은 아니다. 이를 다른 방식으로 보면, 흐름을 두 배로 늘리려면 압력이 4배 증가해야 한다.
섀시를 통한 유량을 결정하려면, 섀시 입구에 임의의 압력을 가하고 섀시를 통한 유량을 측정하여 섀시 임피던스 곡선을 측정할 수 있다. 이것은 상당히 정교한 장비가 필요하다. 섀시 임피던스 곡선(인접 곡선에서 단색 빨간색 및 검은색 선으로 표시됨)이 결정되면, 특정 팬 구성에 의해 생성된 섀시를 통한 실제 유량은 섀시 임피던스 곡선이 팬 곡선과 교차하는 지점에서 그래픽으로 표시된다. 섀시 임피던스 곡선의 기울기는 제곱근 함수이며, 유량을 두 배로 늘리려면 네 배의 차압이 필요하다.
이 특정 예에서 두 번째 팬을 추가하면 두 구성 모두에서 유량이 약 27–28 cubic feet per minute (0.76–0.79 m3/min)로 약간의 개선을 보였다. 플롯에는 표시되지 않았지만, 직렬로 두 번째 팬을 추가하면 병렬 설치보다 약간 더 나은 성능을 제공한다.

#### 온도 대 유량
섀시를 통해 필요한 공기 흐름에 대한 방정식은 다음과 같다.
{\displaystyle {\text{CFM}}={\frac {P}{Cp\times r\times dT}}}
여기서
- {\displaystyle {\text{CFM}}} = 분당 입방 피트 (0.028 m3/min)
- {\displaystyle P} = 전달된 열(kW)
- {\displaystyle Cp} = 공기의 비열용량
- {\displaystyle r} = 밀도
- {\displaystyle dT} = 온도 변화 (화씨)

섀시 벽을 통한 열 손실과 층류 대 난류와 같은 영향을 할인하고 해수면에서의 비열 및 밀도 상수를 고려한 냉각 유량 요구 사항에 대한 간단하고 보수적인 경험 법칙은 다음과 같다.
{\displaystyle {\text{CFM}}={\frac {3.16\times P}{\text{허용 온도 상승(화씨)}}}}
{\displaystyle {\text{CFM}}={\frac {1.76\times P}{\text{허용 온도 상승(섭씨)}}}}
예를 들어, 500와트 부하, 100 °F (38 °C) 환경에서 최대 내부 온도 130 °F (54 °C), 즉 30 °F (17 °C)의 차이를 가진 일반적인 섀시는 다음과 같다.
{\displaystyle {\text{CFM}}={\frac {3.16\times 500\ {\text{W}}}{(130-100)}}=53}
이것은 섀시를 통한 실제 유량이며 팬의 자유 공기 등급이 아니다. 또한 "Q", 즉 전달되는 열은 CPU 또는 GPU 쿨러의 공기 흐름에 대한 열전달 효율성의 함수이다.

### 압전 펌프
GE가 특허를 낸 "이중 압전 냉각 제트"는 진동을 이용하여 장치를 통해 공기를 펌핑한다. 초기 장치는 3밀리미터 두께이며, 양쪽에 압전 세라믹 조각으로 연결된 두 개의 니켈 디스크로 구성된다. 세라믹 부품을 통해 교류 전류가 흐르면 초당 최대 150회까지 팽창 및 수축하여 니켈 디스크가 송풍기처럼 작동한다. 수축하면 디스크 가장자리가 벌어지면서 뜨거운 공기를 빨아들인다. 팽창하면 니켈 디스크가 합쳐지면서 고속으로 공기를 배출한다.
이 장치에는 베어링이 없으며 모터가 필요 없다. 일반적인 팬보다 얇고 에너지를 덜 소비한다. 이 제트는 두 배 크기의 냉각 팬과 동일한 양의 공기를 이동시키면서 전기를 절반만 소비하고 비용도 더 저렴하다.

## 수동 냉각

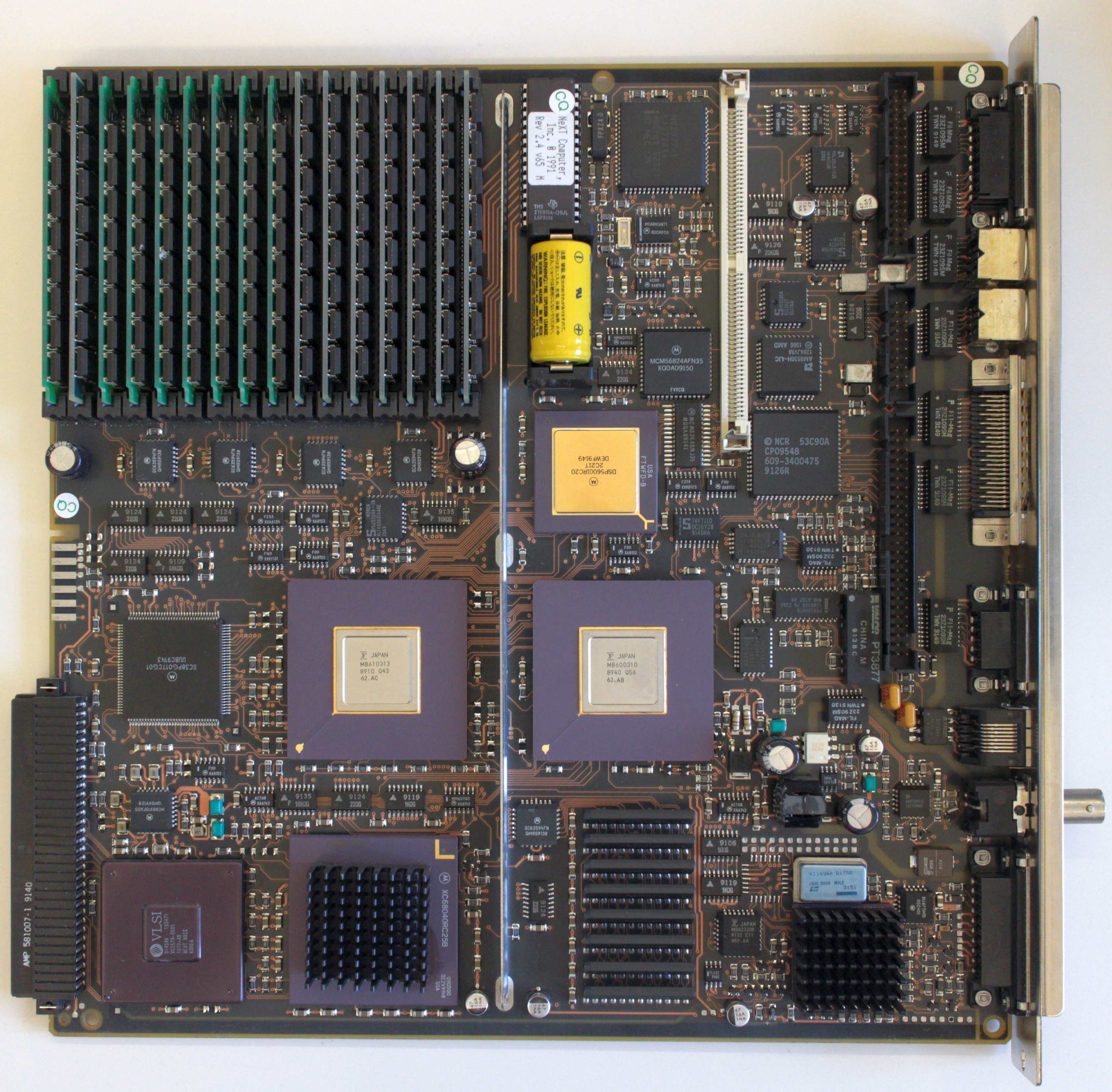
넥스트큐브(1990년) 컴퓨터의 메인보드로, 25 MHz로 작동하는 32비트 마이크로프로세서 모토로라 68040이 장착되어 있다. 이미지 하단과 중앙 왼쪽에는 CPU에 직접 장착된 히트 싱크가 보인다. CPU 전용 팬은 없었다. 히트 싱크가 있는 유일한 다른 IC는 램댁(CPU에서 오른쪽)이다.

수동 냉각은 냉각이 필요한 부품에 가공 또는 압출 금속 블록을 부착하는 것을 포함한다. 열 접착제가 사용될 수 있다. 개인용 컴퓨터 CPU의 경우, 클램프가 히트 싱크를 칩 위에 직접 고정하고, 그 사이에 열 그리스 또는 열 패드를 도포하는 것이 더 일반적이다. 이 블록은 표면적을 늘리기 위한 핀과 융기를 가지고 있다. 금속의 열전도율은 공기보다 훨씬 우수하며, 보호하는 부품(보통 집적 회로 또는 CPU)보다 열을 더 잘 방출한다.
히트 싱크의 금속 핀 사이에 먼지가 쌓이면 효율성이 점차 감소하지만, 가스 더스터로 먼지 및 기타 불필요한 과도한 물질을 날려 보내는 것으로 해결할 수 있다.
수동형 히트 싱크는 일반적으로 구형 CPU, 너무 뜨거워지지 않는 부품(예: 칩셋), 저전력 컴퓨터 및 내장형 장치에서 발견된다. 많은 스마트폰은 수동형 냉각만 사용한다.
일반적으로 히트 싱크는 CPU에 부착된 크고 평평한 판인 통합 방열판(IHS)에 부착되며, 그 사이에 전도 페이스트 층이 있다. 이는 국부적으로 열을 분산시키거나 퍼뜨린다. 히트 싱크와 달리 방열판은 열을 제거하는 것이 아니라 재분배하는 것을 목표로 한다. 또한 IHS는 깨지기 쉬운 CPU를 보호한다.
대류력이 히트 싱크 위로 공기를 이동시키기 때문에 수동 냉각은 팬 소음이 없다.

## 다른 기술

### 액체 침지 냉각

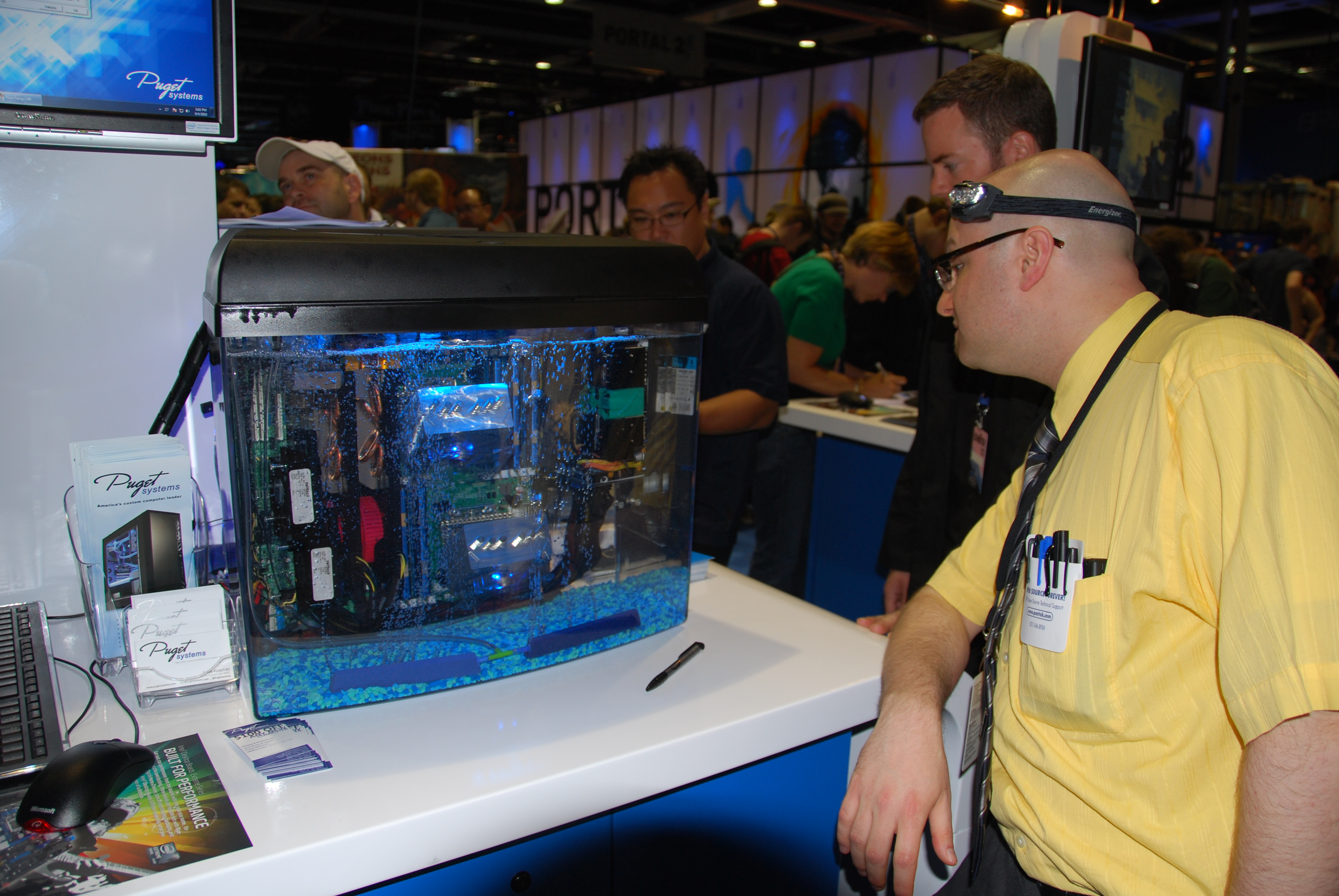
미네랄 오일에 담긴 컴퓨터

컴퓨터, GPU, FPGA, 특정 용도 집적 회로의 열 밀도가 증가함에 따라, 전체 컴퓨터 또는 특정 부품을 열적으로는 전도성이 있지만 전기적으로는 전도성이 없는 액체에 담그는 추세가 증가하고 있다. 개인용 컴퓨터의 냉각에는 거의 사용되지 않지만, 액체 침지는 변압기와 같은 대형 전력 분배 부품의 냉각에 일상적으로 사용되는 방법이다. 또한 데이터 센터에서도 인기를 얻고 있다. 이러한 방식으로 냉각되는 개인용 컴퓨터는 팬이나 펌프가 필요하지 않을 수 있으며, 컴퓨터 하드웨어와 장치가 놓이는 인클로저 사이의 수동 열 교환을 통해서만 냉각될 수 있다. 하지만 열교환기(즉, 히터 코어 또는 라디에이터)는 여전히 필요할 수 있으며, 배관도 올바르게 배치해야 한다.
사용되는 냉각제는 컴퓨터의 정상적인 작동을 방해하지 않을 정도로 충분히 낮은 전기 전도성을 가져야 한다. 액체가 약간이라도 전도성을 띠면 부품이나 회로 사이에 전기적 단락을 일으켜 영구적으로 손상시킬 수 있다. 이러한 이유로 액체는 절연체여야 하며 전기를 전도하지 않는 것이 선호된다.
이 목적을 위해 다양한 액체가 존재하며, 변압기 오일, 합성 단상 및 이중상 유전체 냉각제(예: 3M Fluorinert 또는 3M Novec)가 포함된다. 조리용, 모터용 및 실리콘 오일을 포함한 비특수 오일도 개인용 컴퓨터 냉각에 성공적으로 사용되었다.
침지 냉각에 사용되는 일부 유체, 특히 광유, 식용유 및 유기 에스테르와 같은 탄화수소 기반 물질은 고무, 폴리염화 비닐(PVC) 및 열 그리스와 같이 컴퓨터에 사용되는 일부 일반적인 재료를 분해할 수 있다. 따라서 사용 전에 이러한 유체의 재료 호환성을 검토하는 것이 중요하다. 특히 광유는 PVC 및 고무 기반 와이어 절연에 부정적인 영향을 미치는 것으로 밝혀졌다. 프로세서 및 그래픽 카드에서 히트 싱크로 열을 전달하는 데 사용되는 서멀 페이스트가 일부 액체에 용해된다고 보고되었지만, 부품을 제거하고 공기 중에서 작동시키지 않는 한 냉각에 미치는 영향은 미미하다.
증발, 특히 2상 냉각제의 경우 문제가 될 수 있으며, 액체는 정기적으로 보충하거나 컴퓨터 인클로저 내부에 밀봉해야 할 수 있다. 침지 냉각은 PUE 값을 1.05로 매우 낮게 만들 수 있으며, 공랭의 1.35와 비교하여 19인치 랙당 최대 100kW의 컴퓨팅 전력(열 방출, TDP)을 허용하며, 공랭은 일반적으로 최대 23kW를 처리한다.

### 폐열 감소
많은 기능이 있는 강력한 컴퓨터가 필요하지 않은 경우, 덜 강력한 컴퓨터나 기능이 적은 컴퓨터를 사용할 수 있다. 2011년 기준 VIA EPIA 마더보드와 CPU는 일반적으로 약 25와트의 열을 소산하는 반면, 더 유능한 펜티엄 4 마더보드와 CPU는 일반적으로 약 140와트의 열을 소산한다. 컴퓨터는 외부 전원 공급 장치에서 직류 전원으로 구동될 수 있으며, 이는 컴퓨터 케이스 내부에 열을 발생시키지 않는다. 21세기 초 음극선관(CRT) 디스플레이를 더 효율적인 얇은 화면 액정 디스플레이(LCD)로 교체함으로써 전력 소비를 크게 줄였다.

### 히트 싱크
부품은 열 용량이 크고 부피에 비해 표면적이 넓은 수동 장치인 히트 싱크와 양호한 열 접촉 상태로 장착될 수 있다. 히트 싱크는 일반적으로 알루미늄이나 구리와 같이 열전도율이 높은 금속으로 만들어지며, 표면적을 늘리기 위한 핀이 통합되어 있다. 비교적 작은 부품의 열은 더 큰 히트 싱크로 전달되며, 부품과 히트 싱크의 평형 온도는 부품 단독으로 있을 때보다 훨씬 낮다. 열은 대류 또는 팬으로 강제된 공기 흐름에 의해 히트 싱크에서 멀리 운반된다. 팬 냉각은 상당한 양의 전력을 소비하는 프로세서 및 그래픽 카드를 냉각하는 데 자주 사용된다. 컴퓨터에서 일반적인 발열 부품은 평평한 표면으로 제조될 수 있다. 해당 평평한 표면과 핀 구조를 가진 금속 블록은 때때로 팬이 부착되어 부품에 고정된다. 불완전하게 평평하고 매끄러운 표면으로 인한 열전도율이 낮은 공극을 채우기 위해, 얇은 층의 열 그리스, 열 패드, 또는 열 접착제가 부품과 히트 싱크 사이에 놓일 수 있다.
열은 대류에 의해 히트 싱크에서 제거되며, 어느 정도는 복사에 의해, 그리고 히트 싱크가 예를 들어 금속 케이스와 열 접촉을 하는 경우 열전도에 의해 제거될 수 있다. 저렴한 팬 냉각 알루미늄 히트 싱크는 표준 데스크톱 컴퓨터에 자주 사용된다. 구리 베이스 플레이트가 있거나 구리로 만들어진 히트 싱크는 알루미늄으로 만들어진 것보다 열 특성이 더 좋다. 구리 히트 싱크는 동일한 크기의 알루미늄 장치보다 더 효과적이며, 이는 고성능 컴퓨터에 사용되는 고전력 소비 부품과 관련하여 중요하다.
수동형 히트 싱크는 일반적으로 구형 CPU, 전력 소모가 적은 부품(예: 칩셋), 저전력 프로세서가 장착된 컴퓨터, 그리고 조용한 작동이 중요하고 팬 소음이 허용되지 않는 장비에서 발견된다.
일반적으로 히트 싱크는 통합 히트 스프레더(IHS)에 고정된다. IHS는 CPU 패키지 크기의 평평한 금속판으로, CPU 어셈블리의 일부이며 열을 국부적으로 확산시킨다. 표면의 불완전성을 보완하기 위해 얇은 열 복합체 층이 그 사이에 놓인다. 스프레더의 주요 목적은 열을 재분배하는 것이다. 히트 싱크 핀은 효율성을 향상시킨다.

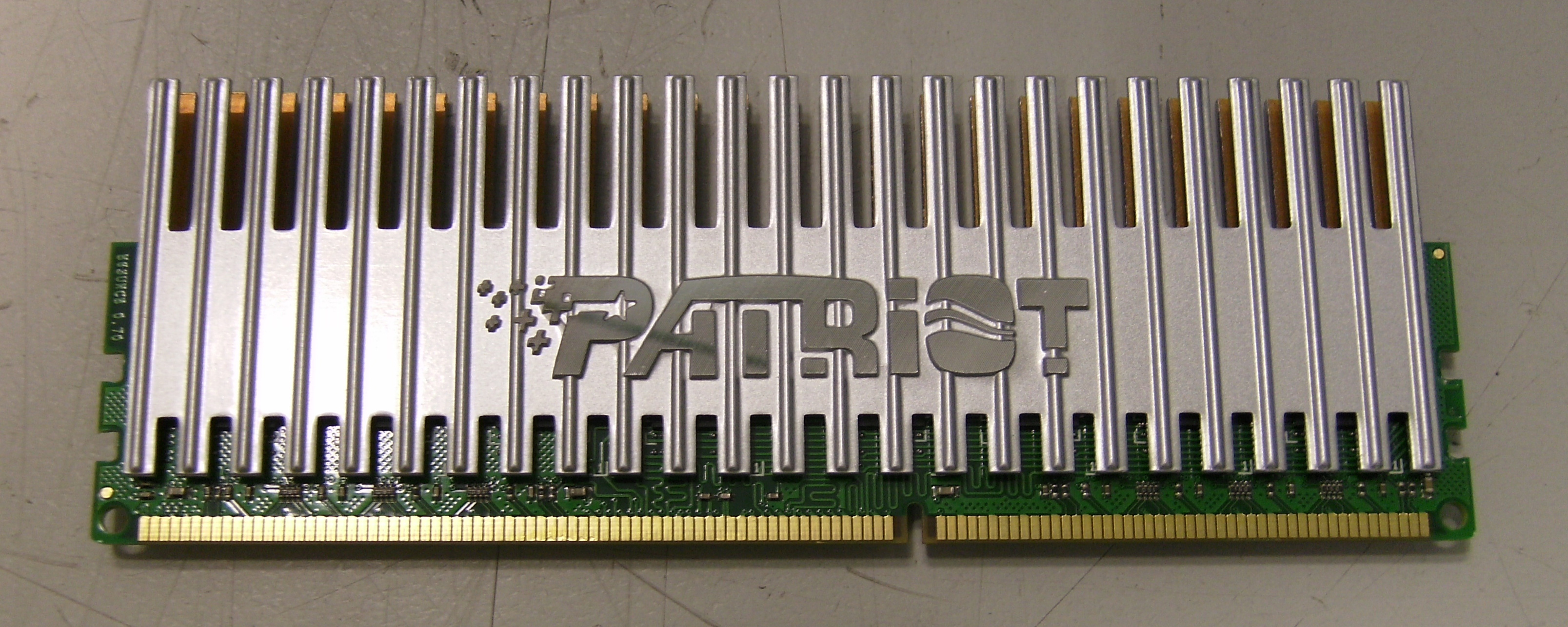
핀이 달린 히트 싱크가 장착된 DDR3 메모리 모듈

여러 브랜드의 DDR2, DDR3, DDR4 및 DDR5 DRAM 메모리 모듈에는 모듈 상단 가장자리에 고정된 핀형 히트 싱크가 장착되어 있다. 동일한 기술이 GPU에 핀형 수동형 히트 싱크를 사용하는 비디오 카드에도 사용된다.
고급 M.2 SSD는 상당한 발열에 취약할 수 있으므로, 이러한 제품은 히트 싱크를 포함하여 판매되거나, 사용자가 설치 중에 타사 히트 싱크를 부착할 수 있다.
팬 냉각 방식의 알루미늄 히트 싱크는 원래 데스크톱 컴퓨터의 표준이었지만, 현재는 많은 히트 싱크가 구리 베이스 플레이트, 구리 베이스 원형 또는 전체가 구리로 만들어져 있다.
먼지는 특히 팬에 의해 생성되는 높은 공기 흐름과 함께 핀이 있는 히트 싱크의 틈새에 쌓이는 경향이 있다. 이는 뜨거운 부품으로부터 공기를 차단하여 냉각 효율성을 떨어뜨린다. 그러나 먼지를 제거하면 효율성이 회복된다.

### 펠티어(열전) 냉각

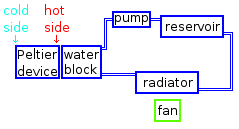
PC용 일반적인 펠티어 냉각 설정

펠티어 접합부는 일반적으로 이상적인 냉장고(카르노사이클)보다 약 10~15%만 효율적이며, 기존 압축 사이클 시스템(역랭킨 시스템)의 40~60%에 비해 효율이 낮다. 이러한 낮은 효율성 때문에, 열전 냉각은 일반적으로 움직이는 부품이 없고 유지 보수가 적으며 크기가 작고 방향에 영향을 받지 않는 고체 상태 특성이 순수한 효율성보다 중요할 때만 사용된다.
최신 TEC는 수십 또는 수백 개의 열전쌍이 서로 나란히 배열된 여러 개의 적층된 장치를 사용하여 상당한 양의 열전달을 가능하게 한다. 비스무트와 텔루륨의 조합이 열전쌍에 가장 일반적으로 사용된다.
전력을 소비하는 능동 열 펌프로서 TEC는 수동형 히트 싱크, 라디에이터 냉각 액체 냉각 및 히트파이프 HSF로는 불가능한 주변 온도 이하의 온도를 생성할 수 있다. 그러나 펠티어 모듈은 열을 펌핑하는 동안 일반적으로 펌핑되는 열량보다 더 많은 전력을 소비한다.
고압 냉매(2상 냉각)와 함께 펠티어 소자를 사용하여 CPU를 냉각하는 것도 가능하다.

### 수랭

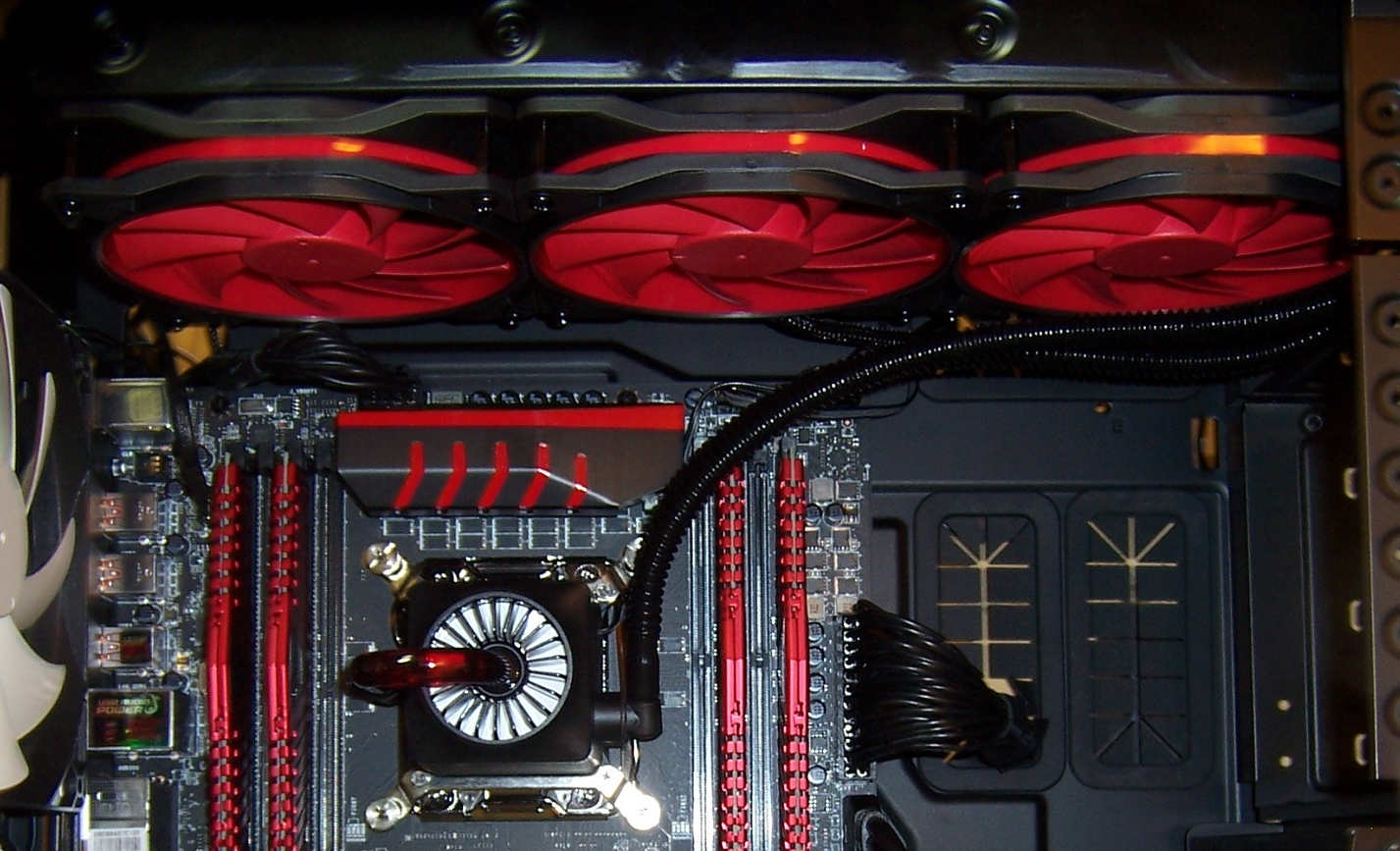
케이스에 설치된 일체형(AIO) 냉각 장치

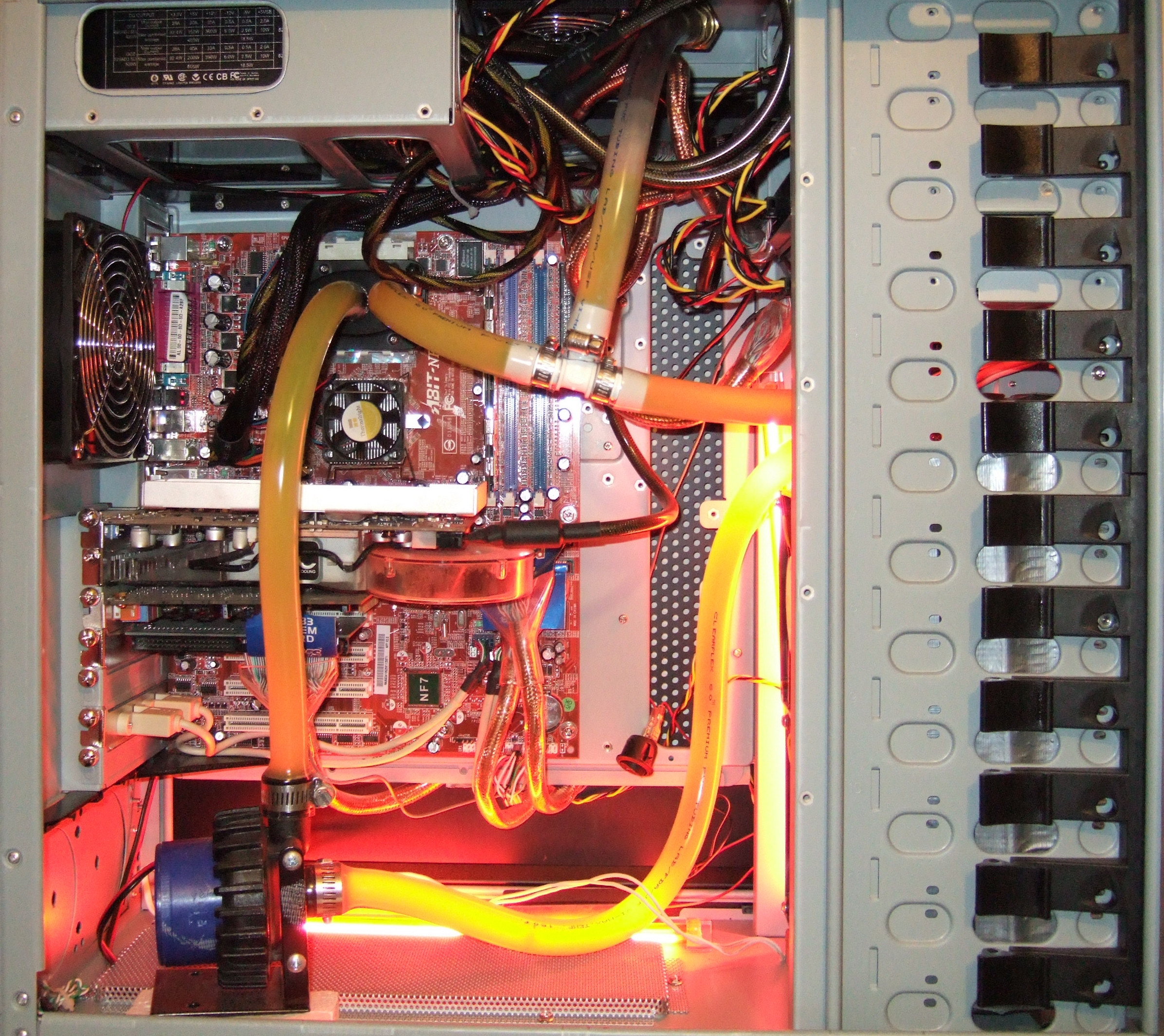
DIY 수랭 설정: 12V 펌프, CPU 워터 블록, T-라인의 일반적인 적용

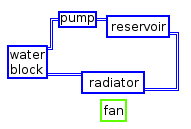
PC용 일반적인 수랭 설정의 개략도

수랭은 과도한 열을 제거하는 매우 효과적인 방법이며, 데스크톱 PC에서 가장 일반적인 냉각제는 (증류)물이다. 공랭에 비해 수랭의 장점은 물의 높은 비열용량과 열전도율이다.
일반적인 (능동형) 컴퓨터 수랭 시스템에 사용되는 원리는 자동차의 내연기관에 사용되는 것과 동일하며, 물 펌프에 의해 물이 CPU(및 때로는 GPU 및 노스브리지와 같은 추가 부품)에 장착된 워터 블록을 통해 순환되고 일반적으로 라디에이터와 같은 열교환기로 배출된다. 라디에이터 자체는 일반적으로 컴퓨터 팬으로 추가적으로 냉각된다. 팬 외에도 펠티어 쿨러와 같은 다른 수단으로도 냉각될 수 있다(펠티어 소자는 대부분 냉각될 하드웨어 위에 직접 놓이고, 냉각수는 펠티어 소자의 뜨거운 면에서 열을 전달하는 데 사용된다). 냉각수 저장소도 종종 시스템에 연결된다.
능동 수랭 시스템 외에도 수동 수랭 시스템도 때때로 사용된다. 이러한 시스템은 종종 팬이나 물 펌프를 생략하여 이론적으로 신뢰성을 높이고 능동 시스템보다 조용하게 만든다. 이러한 시스템의 단점은 열을 배출하는 효율성이 훨씬 낮아서 훨씬 더 많은 냉각수와 비례적으로 더 큰 저장소가 필요하여 냉각될 시간을 제공해야 한다는 것이다.
액체는 공기보다 냉각되는 부품에서 더 많은 열을 전달할 수 있으므로, 수랭은 오버클럭 및 고성능 컴퓨터 응용 프로그램에 적합하다. 공랭과 비교하여 수랭은 주변 온도에 덜 영향을 받는다. 수랭의 비교적 낮은 소음 수준은 상당히 시끄러워질 수 있는 공랭의 소음 수준보다 유리하다.
수랭의 단점으로는 복잡성과 냉각수 누출 가능성이 있다. 누출된 물(및 물 속의 첨가물)은 접촉하는 전자 부품을 손상시킬 수 있으며, 누출을 테스트하고 수리해야 하는 필요성으로 인해 설치가 더 복잡하고 신뢰성이 떨어진다. (일반적인 용도의 수랭식 개인용 컴퓨터 분야에 대한 첫 번째 주요 시도였던 Apple의 파워 맥 G5의 고급 버전은 궁극적으로 냉각수 누출 경향으로 인해 실패했다.) 공랭식 히트 싱크는 일반적으로 수랭 솔루션보다 훨씬 간단하게 제작, 설치 및 유지 관리가 가능하다. 하지만 CPU 전용 수랭 키트도 찾을 수 있으며, 이는 공랭 쿨러만큼 설치하기 쉬울 수 있다. 이는 CPU에만 국한되지 않으며, GPU 카드도 수랭이 가능하다.
원래 메인프레임 컴퓨터에 국한되었던 수랭은 제조된 올인원(AIO) 키트 또는 개별적으로 모은 부품으로 조립된 DIY 설정 형태의 오버클럭과 관련된 관행으로 자리 잡았다. 지난 몇 년 동안 사전 조립된 중급에서 고성능 데스크톱 컴퓨터에서 수랭의 인기가 증가했다. 작고 미리 채워진 라디에이터, 팬, 워터 블록을 포함하는 밀봉된("폐루프") 시스템은 더 크고 복잡한 설정에 비해 냉각 효율성에서 약간의 비용으로 수랭의 설치 및 유지 관리를 단순화한다. 수랭은 일반적으로 공랭과 결합되어 CPU 또는 GPU와 같은 가장 뜨거운 부품에 수랭을 사용하고, 덜 까다로운 부품에는 더 간단하고 저렴한 공랭을 유지한다.
IBM Aquasar 시스템은 온수 냉각을 사용하여 에너지 효율을 달성하며, 이 물은 건물 난방에도 사용된다.
2011년부터 수랭의 효율성은 일련의 올인원(AIO) 수랭 솔루션으로 이어졌다. AIO 솔루션은 장치 설치를 훨씬 더 간단하게 만들었으며, 대부분의 장치는 리뷰 사이트에서 긍정적인 평가를 받았다.

### 히트파이프 및 증기 챔버

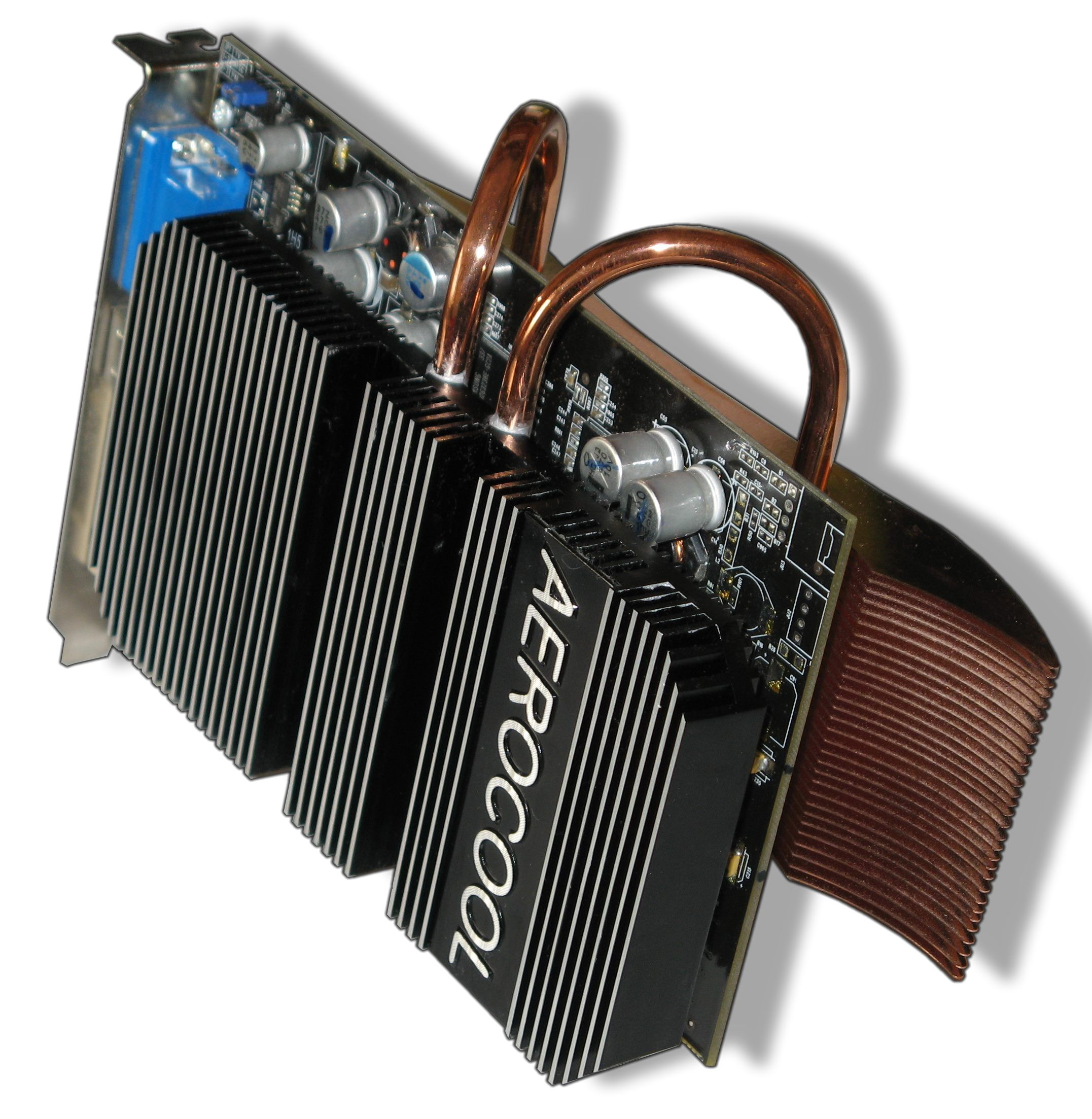
팬이 없는 히트파이프 쿨러 디자인의 그래픽 카드

히트파이프는 열전달 액체를 포함하는 속이 빈 튜브이다. 액체는 파이프의 한쪽 끝에서 열을 흡수하고 증발한다. 증기는 튜브의 다른 쪽(더 차가운) 끝으로 이동하여 응축되어 잠열을 방출한다. 액체는 중력 또는 모세관 현상에 의해 튜브의 뜨거운 끝으로 돌아가 주기를 반복한다. 히트파이프는 고체 재료보다 훨씬 높은 유효 열전도율을 가진다. 컴퓨터에 사용하기 위해 CPU의 히트 싱크는 더 큰 라디에이터 히트 싱크에 부착된다. 두 히트 싱크는 속이 비어 있으며, 그 사이의 연결부도 속이 비어 있어 CPU에서 라디에이터로 열을 전달하는 하나의 큰 히트파이프를 형성하며, 라디에이터는 기존의 방법으로 냉각된다. 이 방법은 소형 폼 팩터 PC 및 노트북과 같이 공간이 협소하거나 오디오 제작과 같이 팬 소음이 허용되지 않는 경우에 주로 사용된다. 이 냉각 방법의 효율성 덕분에 많은 데스크톱 CPU 및 GPU, 그리고 고성능 칩셋은 능동 팬 기반 냉각 및 수동 히트 싱크 외에도 히트파이프 또는 증기 챔버를 사용하여 안전한 작동 온도를 유지한다. 증기 챔버는 히트파이프와 동일한 원리로 작동하지만 파이프 대신 슬래브 또는 시트 형태로 되어 있다. 히트파이프는 수직으로 위쪽에 배치되어 증기 챔버의 일부를 형성할 수 있다. 증기 챔버는 고급 스마트폰에도 사용될 수 있다.

### 정전기 공기 이동 및 코로나 방전 효과 냉각
크로노스와 쏜 마이크로 테크놀로지가 개발 중인 냉각 기술은 이온풍 펌프(정전기 유체 가속기라고도 함)라는 장치를 사용한다. 이온풍 펌프의 기본 작동 원리는 코로나 방전으로, 주변 공기의 이온화로 인해 대전된 도체 근처에서 발생하는 전기 방전이다.
크로노스가 개발한 코로나 방전 냉각기는 다음과 같이 작동한다. CPU의 한쪽에 배치된 음극 끝에 높은 전기장이 생성된다. 높은 전위는 공기 중의 산소 및 질소 분자를 이온화(양전하)시켜 코로나(대전 입자의 후광)를 생성한다. CPU의 반대쪽 끝에 접지된 양극을 배치하면 코로나의 대전 이온이 양극을 향해 가속되어 가는 길에 중성 공기 분자와 충돌한다. 이러한 충돌 동안 이온화된 가스에서 중성 공기 분자로 운동량이 전달되어 공기가 양극을 향해 이동한다.
코로나 기반 냉각기의 장점은 움직이는 부품이 없다는 점으로, 이로 인해 특정 신뢰성 문제가 제거되고 거의 제로에 가까운 소음 수준과 적당한 에너지 소비로 작동한다.

### 소프트 냉각
소프트 냉각은 CPU 절전 기술을 활용하여 에너지 사용을 최소화하는 소프트웨어 활용 방식을 말한다. 이는 HLT 명령어를 사용하여 사용되지 않는 CPU 서브 파트를 끄거나 대기 상태로 만들거나 CPU를 언더클럭하여 수행된다. 총 속도는 느려지지만, 이는 순수한 처리 능력을 높이기보다는 사용자 경험을 개선하기 위해 CPU를 오버클럭하는 경우 소음이 큰 냉각 장치가 필요하지 않도록 하는 데 매우 유용할 수 있다. 용어와 달리 이는 냉각 형태가 아니라 열 발생을 줄이는 것이다.

### 언더볼팅
언더볼팅은 CPU 또는 기타 부품을 장치 사양보다 낮은 전압으로 작동시키는 행위이다. 언더볼팅된 부품은 전력을 덜 소모하여 열을 덜 발생시킨다. 이러한 능력은 제조업체, 제품 라인, 심지어 동일 제품의 다른 생산 배치(및 시스템의 다른 부품)에 따라 다르지만, 프로세서는 종종 엄격히 필요한 것보다 높은 전압을 사용하도록 지정된다. 이러한 허용 오차는 프로세서가 낮은 품질의 마더보드 또는 낮은 전원 공급 장치 전압과 같은 최적 이하의 조건에서도 올바르게 작동할 가능성을 높인다. 특정 한계 이하에서는 프로세서가 올바르게 작동하지 않지만, 과도한 언더볼팅은 일반적으로 영구적인 하드웨어 손상으로 이어지지 않는다(과전압과는 다름).
언더볼팅은 열 발생이 감소하기 때문에 냉각이 덜 필요하여 시끄러운 팬을 생략할 수 있으므로 조용한 시스템에 사용된다. 또한 배터리 충전 수명을 최대화해야 할 때도 사용된다.

### 칩 통합
기존 냉각 기술은 모두 "냉각" 구성 요소를 컴퓨터 칩 패키지 외부에 부착한다. 이 "부착" 기술은 항상 어느 정도의 열 저항을 보여 효율성을 떨어뜨린다. 패키지 내 칩의 국부적인 핫스팟을 직접 냉각함으로써 열을 더 효율적이고 빠르게 제거할 수 있다. 이러한 위치에서는 300W/cm2 이상의 전력 소모(일반적인 CPU는 100W/cm2 미만)가 발생할 수 있지만, 미래 시스템은 1000W/cm2를 초과할 것으로 예상된다. 이러한 형태의 국부 냉각은 고전력 밀도 칩을 개발하는 데 필수적이다. 이러한 이념은 컴퓨터 칩에 냉각 요소를 통합하는 연구로 이어졌다. 현재 두 가지 기술이 있다: 마이크로 채널 히트 싱크 및 제트 충돌 냉각.
마이크로 채널 히트 싱크에서는 실리콘 칩(CPU)에 채널이 제작되고 냉각수가 이를 통해 펌핑된다. 채널은 매우 넓은 표면적으로 설계되어 대량의 열전달이 발생한다. 이 기술로 3000W/cm2의 열 방출이 보고되었다. 2상 유동 냉각을 적용하면 열 방출을 더욱 늘릴 수 있다. 불행히도 이 시스템은 작은 채널로 인해 큰 압력 강하가 필요하며, 전자 냉각에 사용되는 유전체 냉각수로는 열유속이 낮다.
또 다른 국부 칩 냉각 기술은 제트 충돌 냉각이다. 이 기술에서는 냉각수가 작은 오리피스를 통해 흐르며 제트를 형성한다. 제트는 CPU 칩 표면을 향하게 되어 큰 열유속을 효과적으로 제거할 수 있다. 1000W/cm2 이상의 열 방출이 보고되었다. 이 시스템은 마이크로 채널 방식에 비해 낮은 압력에서 작동할 수 있다. 2상 유동 냉각 및 회수 유동 채널(마이크로 채널 히트 싱크와 제트 충돌 냉각의 하이브리드)을 통합하여 열전달을 더욱 증가시킬 수 있다.

### 상변화 냉각
상변화 냉각은 프로세서를 냉각하는 매우 효과적인 방법이다. 증기 압축 상변화 냉각기는 일반적으로 PC 아래에 놓이는 장치이며, 프로세서로 연결되는 튜브가 있다. 장치 내부에는 에어컨과 동일한 유형의 압축기가 있다. 압축기는 증발기(아래에서 설명하는 CPU 쿨러)에서 나오는 가스(또는 가스 혼합물)를 압축한다. 그런 다음 매우 뜨거운 고압 증기는 응축기(열 방출 장치)로 밀려 들어가 뜨거운 가스에서 액체로 응축되며, 일반적으로 응축기 출구에서 과냉각된 다음 액체는 팽창 장치(시스템의 제한)로 공급되어 압력 강하를 유발하고 유체를 증발시킨다(원하는 온도에서 끓을 수 있는 압력에 도달하도록 한다). 사용되는 팽창 장치는 간단한 모세관 튜브에서 더 정교한 열 팽창 밸브에 이르기까지 다양하다. 액체는 증발(상변화)하면서 주변 환경에서 추가 에너지를 끌어와 이 변화를 수용하여 프로세서에서 열을 흡수한다(잠열 참조). 증발은 약 −15 to −150 °C (5 to −238 °F)의 온도를 생성할 수 있다. 액체는 증발기로 흘러 들어가 CPU를 냉각시키고, 저압 증기로 변한다. 증발기 끝에서 이 가스는 압축기로 흘러 내려가고 사이클이 다시 시작된다. 이러한 방식으로 프로세서는 부하, 프로세서의 전력량, 냉장 시스템 및 사용되는 가스 혼합물에 따라 −15 to −150 °C (5 to −238 °F) 범위의 온도로 냉각될 수 있다. 이 유형의 시스템은 여러 가지 문제점(비용, 무게, 크기, 진동, 유지 보수, 전기 비용, 소음, 특수 컴퓨터 타워 필요)을 겪지만, 주로 이슬점과 모든 서브앰비언트 표면의 적절한 절연에 유의해야 한다(파이프에 땀이 맺혀 민감한 전자 장치에 물이 떨어질 수 있다).
다른 방법으로, 사이펀 루프에 펌프를 삽입하는 새로운 종류의 냉각 시스템이 개발되고 있다. 이는 설계 엔지니어에게 또 다른 유연성을 제공한다. 이제 열을 열원으로부터 효과적으로 멀리 운반하고 회수하거나 주변으로 방출할 수 있다. 접합부 온도는 시스템 압력을 조절하여 조정할 수 있다. 압력이 높을수록 유체 포화 온도가 높아진다. 이를 통해 더 작은 응축기, 더 작은 팬, 그리고/또는 고온 주변 환경에서 효과적인 열 방출이 가능하다. 이러한 시스템은 본질적으로 차세대 유체 냉각 패러다임으로, 단상 수랭보다 약 10배 더 효율적이다. 시스템은 유전체를 열 전달 매체로 사용하므로 누출이 전기 시스템의 치명적인 고장을 일으키지 않는다.
이러한 유형의 냉각은 평균 데스크톱 컴퓨터에 비해 장치 가격이 비싸기 때문에 부품을 냉각하는 보다 극단적인 방법으로 간주된다. 또한 본질적으로 냉장고와 같기 때문에 상당한 양의 소음을 발생시킨다. 그러나 압축기 선택과 공랭 시스템이 주요 결정 요인이므로, 선택된 부품에 따라 소음 감소를 위한 유연성을 허용한다.
"열사이펀"은 전통적으로 액체 소량(종종 주변 온도보다 약간 높은 끓는점을 가지지만 반드시 그런 것은 아니다)을 포함하는 더 큰 챔버와 함께 여러 파이프 및 챔버로 구성된 밀폐 시스템을 의미한다. 더 큰 챔버는 열원에 가장 가깝고 가능한 한 많은 열을 열원에서 액체로 전달하도록 설계되어 있다. 예를 들어, 챔버 내부에 액체로 채워진 CPU 냉각판이 있다. 하나 이상의 파이프가 어떤 종류의 라디에이터 또는 유사한 열 방출 영역으로 위쪽으로 확장되며, 이 모든 것은 CPU가 저장소와 그 안에 포함된 액체를 가열하고, 액체가 끓기 시작하면 증기가 튜브를 통해 라디에이터/열 방출 영역으로 이동한 다음 응축된 후 저장소로 다시 떨어지거나 튜브 측면을 따라 흐르도록 설정된다. 이는 움직이는 부품이 필요 없으며, 모세관 현상을 사용하지 않는다는 점을 제외하면 히트 펌프와 다소 유사하다. 이는 어떤 의미에서는 잠재적으로 더 나은 점이 있다(아마도 가장 중요한 것은 제작하기 훨씬 쉽고, 특정 사용 사례 및 냉각수/증기의 흐름에 훨씬 더 맞춤화할 수 있으며, 훨씬 더 넓은 범위의 위치와 거리로 배열할 수 있고, 모세관 현상이 달성할 수 있는 냉각수 양과 속도 및 유량에 의해 제한되는 히트파이프에 비해 훨씬 더 큰 열 질량과 최대 용량을 가질 수 있다는 점이다. 종종 튜브 벽에 소결된 구리 분말을 사용하여 흡수 능력이 제한된다).

### 액체 질소

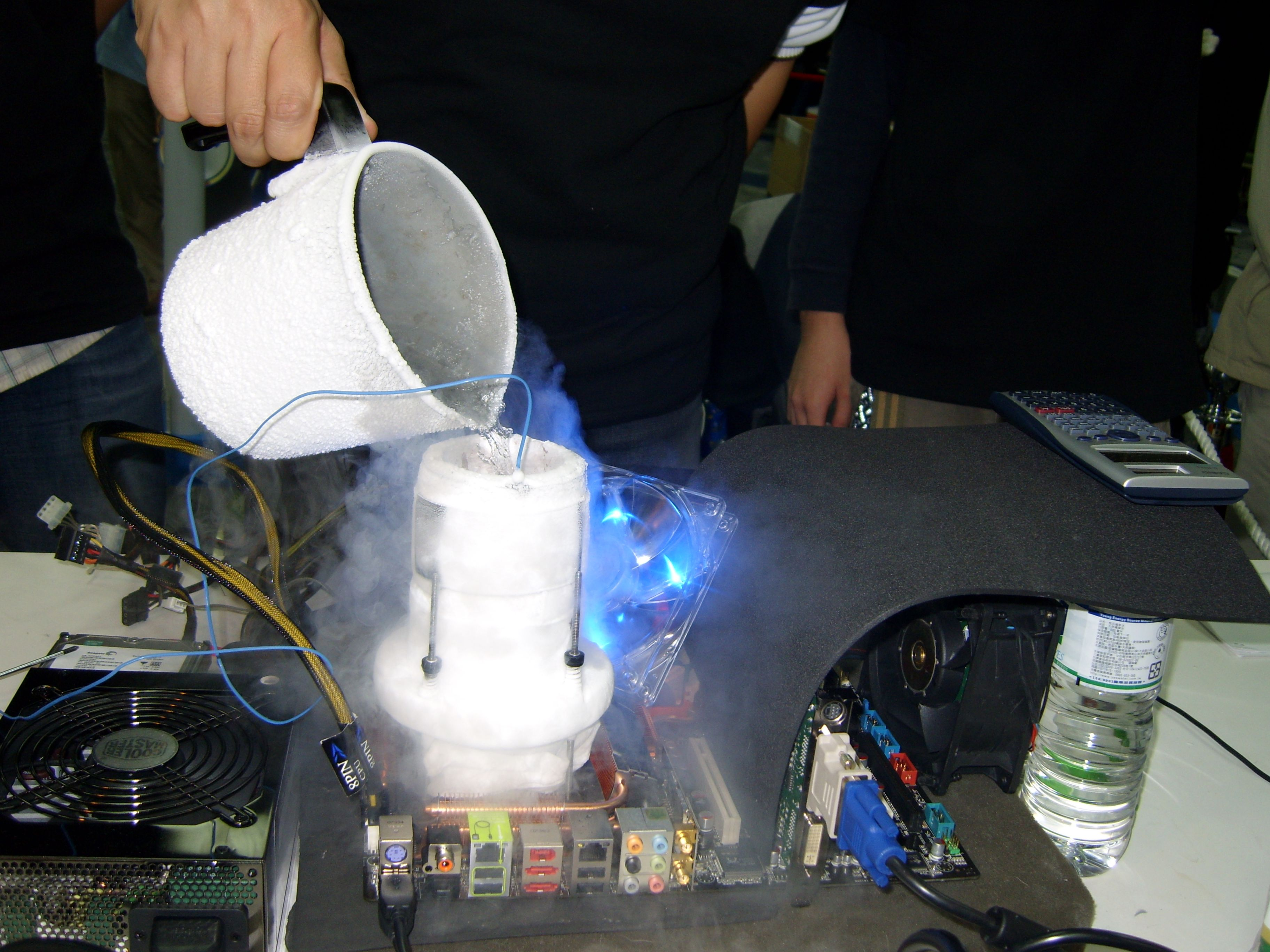
오버클럭된 부품을 냉각하기 위해 액체 질소를 사용할 수 있다.

액체 질소는 물의 어는점보다 훨씬 낮은 −196 °C (−320.8 °F)에서 끓기 때문에 짧은 오버클럭 세션에 극단적인 냉각제로 유용하다.
액체 질소 냉각의 일반적인 설치에서는 프로세서 또는 그래픽 카드 상단에 구리 또는 알루미늄 파이프가 장착된다. 시스템이 결로 현상에 대비하여 충분히 단열된 후 액체 질소를 파이프에 부으면 −100 °C (−148 °F) 이하의 온도가 된다.
잘라낸 히트 싱크에 파이프를 부착한 것부터 맞춤형으로 가공된 구리 용기에 이르기까지 다양한 증발 장치가 질소를 담고 급격한 온도 변화를 방지하는 데 사용된다. 그러나 질소가 증발하면 다시 채워야 한다. 개인용 컴퓨터 분야에서 이 냉각 방법은 CPU가 내부 온도 변화로 인한 온도 응력으로 인해 비교적 짧은 시간 내에 고장 날 가능성이 있기 때문에 오버클럭 시험 구동 및 기록 달성 시도 이외의 상황에서는 거의 사용되지 않는다.
액체 질소는 불연성이지만, 공기 중의 산소를 직접 응축시킬 수 있다. 액체 산소와 인화성 물질의 혼합물은 위험하게 폭발적일 수 있다.
액체 질소 냉각은 일반적으로 프로세서 벤치마킹에만 사용되는데, 지속적인 사용은 컴퓨터의 하나 이상의 부품에 영구적인 손상을 줄 수 있으며, 부주의하게 다룰 경우 사용자에게 동상을 유발할 수도 있기 때문이다.

### 액체 헬륨
액체 질소보다 차가운 액체 헬륨도 냉각에 사용되었다. 액체 헬륨은 −269 °C (−452.20 °F)에서 끓으며, 히트 싱크에서 −230 to −240 °C (−382.0 to −400.0 °F) 범위의 온도가 측정되었다. 그러나 액체 헬륨은 액체 질소보다 비싸고 보관 및 사용이 더 어렵다. 또한, 극도로 낮은 온도는 집적 회로가 작동을 멈추게 할 수 있다. 예를 들어, 실리콘 기반 반도체는 약 −233 °C (−387.4 °F)에서 동결된다.

## 최적화
냉각은 추가 비용이나 노력이 수반될 수 있는 여러 기술을 통해 개선될 수 있다. 이러한 기술은 특히 컴퓨터 부품(예: CPU 및 GPU)을 제조업체에서 지정한 것보다 높은 전압과 주파수로 작동시키는 사람들(오버클럭)이 많이 사용하는데, 이는 열 발생을 증가시킨다.
고성능 비순정 냉각 장치의 설치는 모딩으로도 간주될 수 있다. 많은 오버클럭커는 단순히 더 효율적이고 종종 더 비싼 팬과 히트 싱크 조합을 구매하는 반면, 다른 사람들은 수랭, 펠티어 효과 히트 펌프, 히트파이프 또는 상변화 냉각과 같은 더 이색적인 컴퓨터 냉각 방식을 사용한다.
또한 시스템 온도를 낮추는 데 긍정적인 영향을 미치는 몇 가지 관련 관행이 있다.

### 열전도 화합물
종종 열 인터페이스 재료(TIM)라고 불린다.

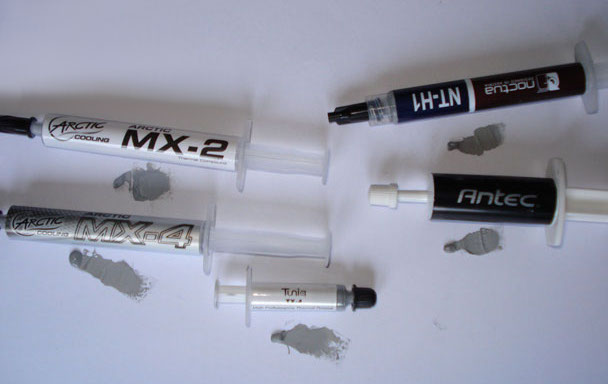
열전도 화합물은 CPU, GPU 또는 열을 발생시키는 모든 부품에서 히트 싱크 쿨러로의 열전도율을 높이는 데 일반적으로 사용된다. (왼쪽 위부터 시계 반대 방향: Arctic MX-2, Arctic MX-4, Tuniq TX-4, 안텍 Formula 7, Noctua NT-H1).

완벽하게 평평한 표면이 접촉하면 최적의 냉각이 가능하지만, 특히 대량생산 장비에서는 완벽한 평평함과 미세한 공극의 부재가 현실적으로 불가능하다. 공기보다 훨씬 열전도성이 높지만 금속보다는 훨씬 낮은 열전도 화합물의 아주 얇은 막은 공극을 채워 열 접촉 및 냉각을 개선할 수 있다. 공극을 채우기에 충분한 소량의 화합물만 사용하면 최상의 온도 감소를 얻을 수 있다.
화합물의 장점에 대해서는 많은 논쟁이 있으며, 오버클럭커들은 종종 특정 화합물이 다른 화합물보다 우수하다고 생각한다. 주요 고려 사항은 표면을 고르게 하기 위해 필요한 최소한의 열 화합물만 사용하는 것인데, 화합물의 열전도율은 일반적으로 금속의 1/3에서 1/400 정도이며, 공기보다는 훨씬 우수하다. 히트 싱크 화합물의 전도율은 약 0.5에서 80W/mK 범위이다(기사 참조). 알루미늄의 전도율은 약 200, 공기는 약 0.02이다. 열전도 패드도 사용되며, 종종 제조업체에서 히트 싱크에 장착된다. 이는 올바르게 적용된 열 화합물보다 효과적이지 않지만, 적용하기가 더 간단하며, 히트 싱크에 고정되어 있는 경우 좋은 열 접촉의 중요성을 모르는 사용자가 생략하거나 두껍고 비효율적인 화합물 층으로 교체할 수 없다.
여기서 논의된 일부 기술과는 달리, 상당한 양의 열을 방출할 때 열 화합물 또는 패드를 사용하는 것은 거의 보편적이다.

### 히트 싱크 랩핑
대량생산된 CPU 열 확산기와 히트 싱크 베이스는 완벽하게 평평하거나 매끄럽지 않다. 이러한 표면이 가능한 한 가장 잘 접촉되어도 열 전도를 감소시키는 공기 간극이 있을 것이다. 이는 열 화합물을 사용함으로써 쉽게 완화될 수 있지만, 최상의 결과를 위해서는 표면이 가능한 한 평평해야 한다. 이는 랩핑이라고 알려진 힘든 공정을 통해 달성할 수 있으며, CPU 온도를 일반적으로 2 °C (4 °F)만큼 낮출 수 있다.

### 라운드 케이블
대부분의 구형 PC는 IDE 또는 SCSI와 같은 저장 드라이브를 연결하기 위해 평평한 리본 케이블을 사용한다. 이 크고 평평한 케이블은 항력과 난류를 유발하여 공기 흐름을 크게 방해한다. 오버클럭커와 모더들은 종종 이러한 케이블을 라운드 케이블로 교체하는데, 이 케이블은 전도성 와이어가 표면적을 줄이기 위해 단단히 뭉쳐져 있다. 이론적으로 리본 케이블의 병렬 도체 가닥은 누화(신호 전달 도체가 주변 도체에 신호를 유도하는 것)를 줄이는 역할을 하지만, 라운드 케이블이 성능을 저하시킨다는 경험적 증거는 없다. 이는 케이블 길이가 짧아서 누화의 영향이 미미하기 때문일 수 있다. 문제는 일반적으로 케이블이 전자기적으로 보호되지 않고 길이가 상당히 길 때 발생하며, 이는 구형 네트워크 케이블에서 더 자주 발생한다.
이러한 컴퓨터 케이블은 케이블 타이로 섀시 또는 다른 케이블에 고정하여 공기 흐름을 더욱 증가시킬 수 있다.
이는 훨씬 더 좁은 케이블을 사용하는 직렬 ATA를 사용하는 새 컴퓨터에서는 덜 문제가 된다.

### 공기 흐름
냉각 매체(공기)가 차가울수록 열전달 효율은 높아진다. 다음 지침을 따르면 냉각 공기 온도를 개선할 수 있다.
- 뜨거운 부품에 시원한 공기를 가능한 한 직접 공급한다. 예를 들어, 외부 공기를 CPU 또는 GPU 쿨러에 직접적이고 배타적으로 공급하는 공기 흡입구 및 터널이 있다. 예를 들어, BTX 케이스 디자인은 CPU 공기 터널을 규정한다.
- 따뜻한 공기를 가능한 한 직접 배출한다. 예를 들어: 기존 PC(ATX) 전원 공급 장치는 따뜻한 공기를 케이스 뒤쪽으로 배출한다. 많은 듀얼 슬롯 비디오 카드 디자인은 따뜻한 공기를 인접 슬롯의 덮개를 통해 배출한다. 이러한 작업을 수행하는 애프터마켓 쿨러도 있다. 일부 CPU 냉각 디자인은 따뜻한 공기를 케이스 뒤쪽으로 직접 배출하여 케이스 팬으로 배출할 수 있도록 한다.
- 한 구성 요소를 부분 냉각하는 데 이미 사용된 공기는 다른 구성 요소를 부분 냉각하는 데 재사용해서는 안 된다(이것은 이전 항목에서 이어진다). BTX 케이스 디자인은 CPU 쿨러의 배출구를 사용하여 칩셋과 종종 그래픽 카드를 냉각하기 때문에 이 규칙을 위반한다. 오래되거나 초저가 ATX 케이스에서 PSU 마운트가 상단에 있는 것을 볼 수 있다. 하지만 대부분의 최신 ATX 케이스는 하단에 PSU 마운트가 있으며, 장착 위치 아래에 전용 PSU 공기 흡입구(종종 자체 필터 포함)가 있어 PSU가 케이스 아래에서 시원한 공기를 끌어들일 수 있다.
- 시원한 흡입 공기를 선호하고, 배기 공기(배기구 위 또는 근처의 외부 공기) 흡입을 피한다. 예를 들어, 타워 케이스 뒷면의 CPU 냉각 공기 덕트는 그래픽 카드 배기구에서 따뜻한 공기를 흡입할 것이다. 모든 배기구를 케이스 한쪽(일반적으로 뒤/위)으로 이동하면 흡입 공기를 시원하게 유지하는 데 도움이 된다.
- 마더보드 트레이 뒤에 케이블을 숨기거나 단순히 집타이를 사용하여 케이블을 깔끔하게 정리하면 공기 흐름을 방해하지 않는다.

전략적으로 배치된 적은 수의 팬은 PC 내부의 공기 흐름을 개선하여 주변 조건에 비해 전체 내부 케이스 온도를 낮출 수 있다. 또한 더 큰 팬을 사용하면 효율성이 향상되고 작동 중에 팬에서 발생하는 폐열 및 소음의 양이 줄어든다.
다양한 팬 배치 구성의 효율성에 대한 의견 일치는 거의 없으며, 체계적인 테스트도 거의 이루어지지 않았다. 직사각형 PC(ATX) 케이스의 경우, 전면에 팬 하나, 후면에 팬 하나, 상단에 팬 하나를 배치하는 것이 적합한 구성으로 밝혀졌다. 그러나 AMD의 (다소 구식인) 시스템 냉각 지침에는 "전면 냉각 팬은 필수적이지 않은 것으로 보인다. 사실, 일부 극단적인 상황에서는 이러한 팬이 시원한 공기를 유입하기보다는 뜨거운 공기를 재순환시키는 것으로 나타났다"고 명시되어 있다. 측면 패널의 팬도 비슷한 해로운 영향을 미칠 수 있다 – 아마도 케이스를 통한 정상적인 공기 흐름을 방해함으로써. 그러나 이것은 확인되지 않았으며 구성에 따라 다를 수 있다.

#### 공기압

1) 음압 2) 양압

대략적으로 말해, 양압은 케이스 내부로의 유입이 케이스 외부로의 배출보다 강하다는 것을 의미한다. 이 구성은 케이스 내부의 압력이 외부 환경보다 높게 만든다. 음압은 배출이 유입보다 강하다는 것을 의미한다. 이로 인해 내부 공기압이 외부 환경보다 낮아진다. 두 구성 모두 장단점이 있으며, 양압이 더 인기 있는 구성이다. 음압은 내부 가스가 환경과 평형 압력에 도달하려고 시도하므로 케이스가 팬과 별개로 구멍과 통풍구를 통해 공기를 끌어들인다. 결과적으로 이는 모든 위치에서 컴퓨터 내부로 먼지가 유입되는 결과를 초래한다. 양압은 필터링된 흡입구와 결합하여 이 문제를 해결하는데, 공기는 환경과의 평형에 도달하기 위해 이러한 구멍과 통풍구를 통해서만 배출되려는 경향이 있기 때문이다. 그러면 먼지는 먼지 필터가 장착된 흡입 팬을 통해서만 케이스에 들어갈 수 있다.

## 컴퓨터 유형

### 데스크톱

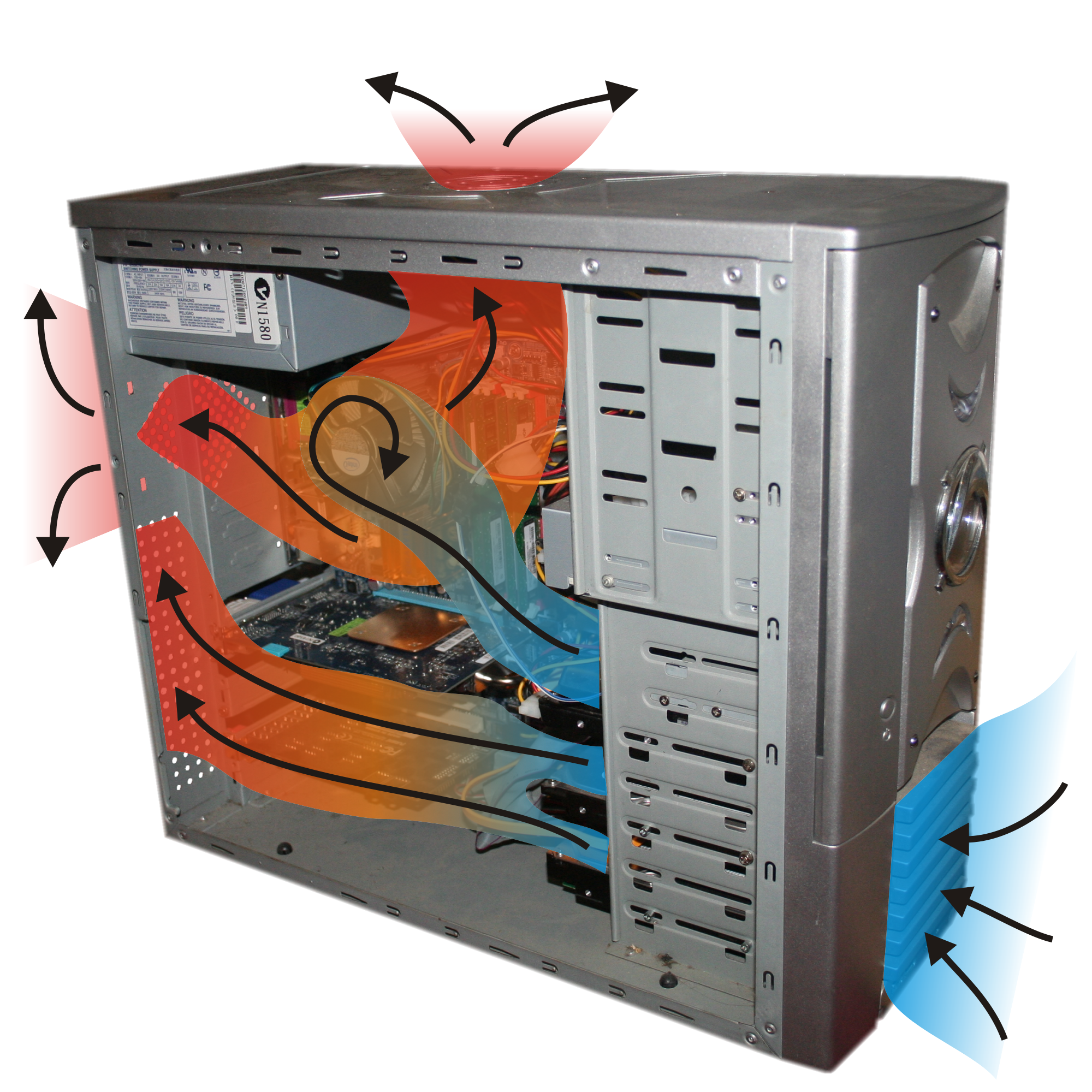
컴퓨터 냉각 시 컴퓨터 케이스 내 냉각 공기 흐름의 그림

데스크톱 컴퓨터는 일반적으로 냉각을 위해 하나 이상의 팬을 사용한다. 거의 모든 데스크톱 전원 공급 장치에는 하나 이상의 내장 팬이 있지만, 전원 공급 장치는 케이스 내부의 가열된 공기를 끌어들이지 않아야 한다. 이는 PSU의 작동 온도를 높여 에너지 효율성, 신뢰성 및 컴퓨터 내부 구성 요소에 안정적인 전력을 공급하는 전반적인 능력을 저하시키기 때문이다. 이러한 이유로 모든 최신 ATX 케이스(초저가 케이스에서 발견되는 일부 예외 제외)는 하단에 전원 공급 장치 장착대를 특징으로 하며, 장착 위치 아래에 전용 PSU 공기 흡입구(종종 자체 필터 포함)가 있어 PSU가 케이스 아래에서 시원한 공기를 끌어들일 수 있도록 한다.
대부분의 제조업체는 케이스의 하단 전면에서 시원하고 신선한 공기를 유입하고, 상단 후면에서 따뜻한 공기를 배출할 것을 권장한다. 케이스 내부로 공기를 더 효과적으로 유입시키고 제거하는 팬이 장착되면 내부 압력이 외부보다 높아지는데, 이를 "양압" 공기 흐름이라고 한다(반대의 경우는 "음압" 공기 흐름이라고 한다). 주목할 점은 양압 내부 압력은 공기 흡입구에 먼지 필터가 장착된 경우에만 케이스 내부에 먼지가 쌓이는 것을 방지한다. 음압 내부 압력을 가진 케이스는 흡입구가 필터링되어 있어도 더 높은 먼지 축적률을 겪게 되는데, 음압은 케이스의 사용 가능한 모든 구멍을 통해 먼지를 끌어들이기 때문이다.
일반적인 데스크톱 케이스 내부의 공기 흐름은 일반적으로 수동형 CPU 히트 싱크에 충분히 강하지 않다. 대부분의 데스크톱 히트 싱크는 하나 또는 여러 개의 직접 부착된 팬이나 송풍기가 포함된 능동형이다.

### 서버

#### 서버 쿨러
각 서버는 독립적인 내부 쿨러 시스템을 가질 수 있다. (1 U) 인클로저의 서버 냉각 팬은 일반적으로 인클로저 중앙, 전면의 하드 드라이브와 후면의 수동형 CPU 히트 싱크 사이에 위치한다. 더 큰(높은) 인클로저에는 배기 팬도 있으며, 약 4U부터는 능동형 히트 싱크를 가질 수 있다. 전원 공급 장치는 일반적으로 자체 후면 배기 팬을 가지고 있다.

#### 랙 장착 쿨러
랙 캐비닛은 수평으로 장착된 서버의 일반적인 인클로저이다. 공기는 일반적으로 랙의 전면에서 흡입되고 후면에서 배출된다. 각 캐비닛은 추가 냉각 옵션을 가질 수 있다. 예를 들어, 근접 냉각 부착형 모듈을 가질 수 있거나 캐비닛 요소(예: iDataPlex 서버 랙의 냉각 도어)와 통합될 수 있다.
좁은 공간에 많은 수의 시스템을 수용하는 또 다른 방법은 수평이 아닌 수직으로 배치된 블레이드 섀시를 사용하여 대류를 용이하게 하는 것이다. 뜨거운 부품에 의해 가열된 공기는 상승하는 경향이 있어 보드를 따라 자연적인 공기 흐름(굴뚝 효과)을 생성하여 냉각시킨다. 일부 제조업체는 이 효과를 활용한다.

#### 데이터 센터 냉각
데이터 센터는 일반적으로 수많은 컴퓨터와 다른 전력 소모 장치를 포함하므로 장비 과열 위험이 있다. 이를 방지하기 위해 광범위한 HVAC 시스템이 사용된다. 종종 이중 바닥이 사용되어 바닥 아래 공간을 CRAC(Computer Room Air Conditioner) 또는 CRAH(Computer Room Air Handler)에서 나오는 냉각 공기 및 전원 케이블용 대규모 플레넘으로 사용할 수 있다. 위조 천장으로 만들어진 플레넘도 존재할 수 있다. 냉각 효율성을 높이기 위해 데이터 센터에서는 핫 아일 격납 또는 콜드 아일 격납도 사용된다. 또는 슬래브 바닥을 사용하여 기존 바닥과 유사하게 만들고, 냉각을 위해 머리 위 덕트를 사용할 수 있다.
직접 접촉식 액체 냉각은 공랭 방식보다 효율성이 높은 것으로 나타났으며, 이는 더 작은 설치 공간, 낮은 자본 요구 사항 및 공랭 방식보다 낮은 운영 비용을 초래한다. 이 방식은 공기 대신 따뜻한 액체를 사용하여 가장 뜨거운 부품에서 열을 이동시킨다. 액체 냉각을 통한 에너지 효율성 향상도 그 채택을 주도하고 있다. 단상 및 이중/2상 침지/개방형 욕조 냉각과 단상 및 이중상 직접 칩 냉각, 개별 서버 블레이드에만 국한된 침지 냉각도 데이터 센터에 사용하도록 제안되었다. 인-라인 냉각, 랙 냉각, 후면 도어 열 교환기, 랙 상단 냉각(랙 위에 열 교환기를 배치), 통로 위 천장 냉각 또는 데이터 센터 내 팬 벽/열 벽도 사용될 수 있다. 서버의 칩을 냉각하기 위한 콜드 플레이트가 있는 직접 액체 냉각(DLC)은 이러한 시스템의 더 높은 열 제거 용량 때문에 사용될 수 있다. 이러한 시스템은 고무 또는 구리 튜브를 사용하여 서버의 일부 또는 모든 구성 요소를 각각 냉각할 수 있다. 후면 도어 열 교환기는 전통적으로 데이터 센터에서 고열 밀도를 냉각하는 데 사용되었지만, 널리 채택되지는 않았다. 이들은 냉매 또는 냉각수로 냉각될 수 있다. 냉각수로 냉각되는 것들은 팬이 있는 능동형 또는 팬이 없는 수동형일 수 있다. 액체-공기 열교환기(라디에이터)는 시설의 물 배관 설치를 피하기 위해 직접 칩 액체 냉각으로 냉각되는 서버를 냉각하는 데 사용될 수 있다. 이러한 열교환기는 랙과 별도로 설치되거나 랙의 후면 도어로 설치될 수 있다.

### 노트북
노트북은 어려운 기계적 공기 흐름 설계, 전력 소모 및 냉각 문제를 제시한다. 노트북에 특정한 제약 조건은 다음과 같다. 장치 전체는 가능한 한 가벼워야 한다. 폼 팩터는 표준 키보드 레이아웃을 중심으로 구축되어야 한다. 사용자가 매우 가까이 있으므로 소음을 최소한으로 유지해야 하며, 케이스 외부 온도는 무릎 위에서 사용할 수 있을 정도로 낮게 유지되어야 한다. 냉각은 일반적으로 강제 공랭을 사용하지만, 히트파이프 및 금속 섀시 또는 케이스를 수동 히트 싱크로 사용하는 것도 일반적이다. 발열을 줄이는 해결책으로는 저전력 ARM 또는 인텔 아톰 프로세서를 사용하는 것이 포함된다.

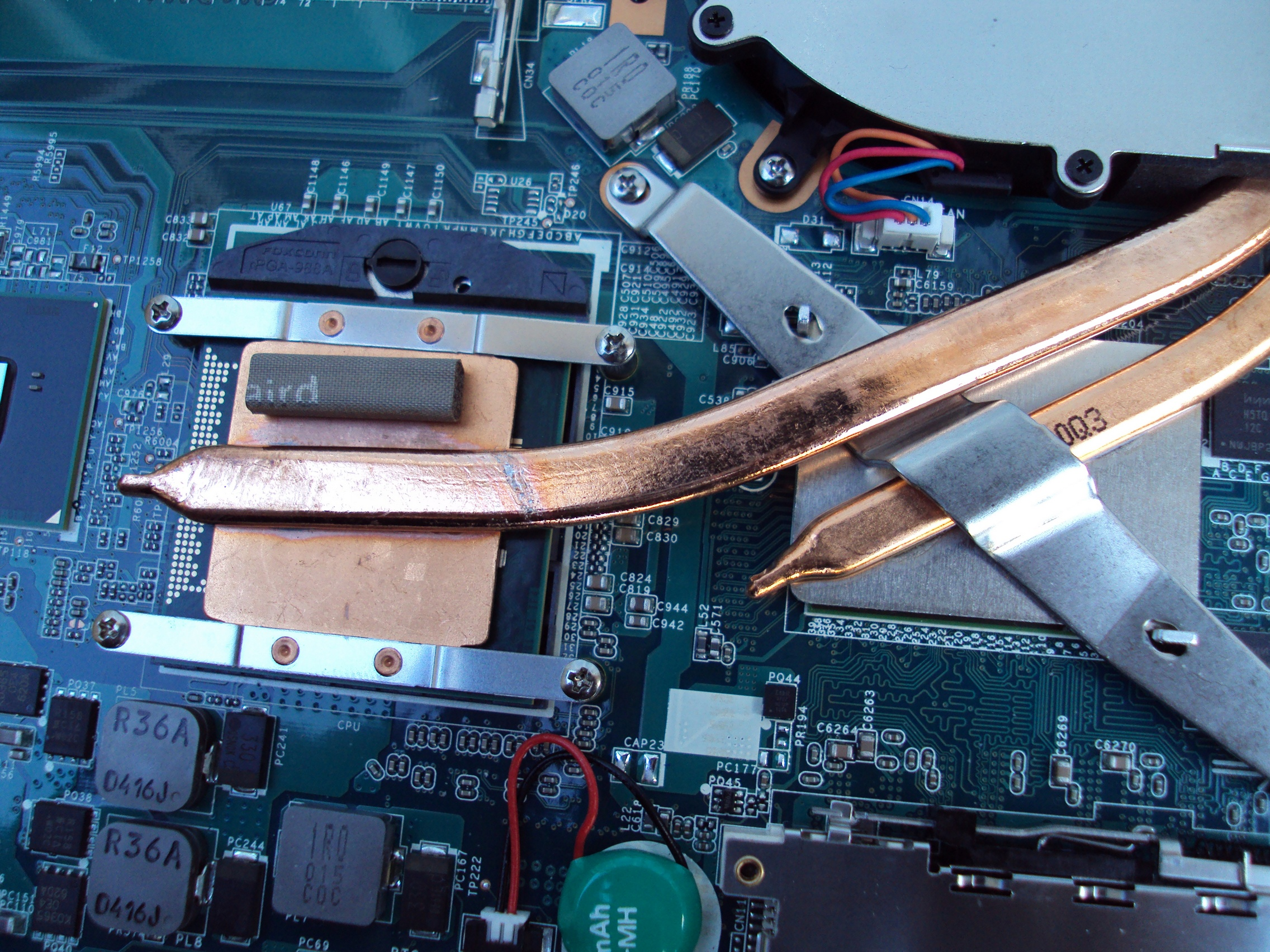
노트북 컴퓨터의 CPU 및 GPU 히트 싱크, 뜨거운 공기를 배출하는 배기 팬으로 열을 전달하는 구리 히트파이프
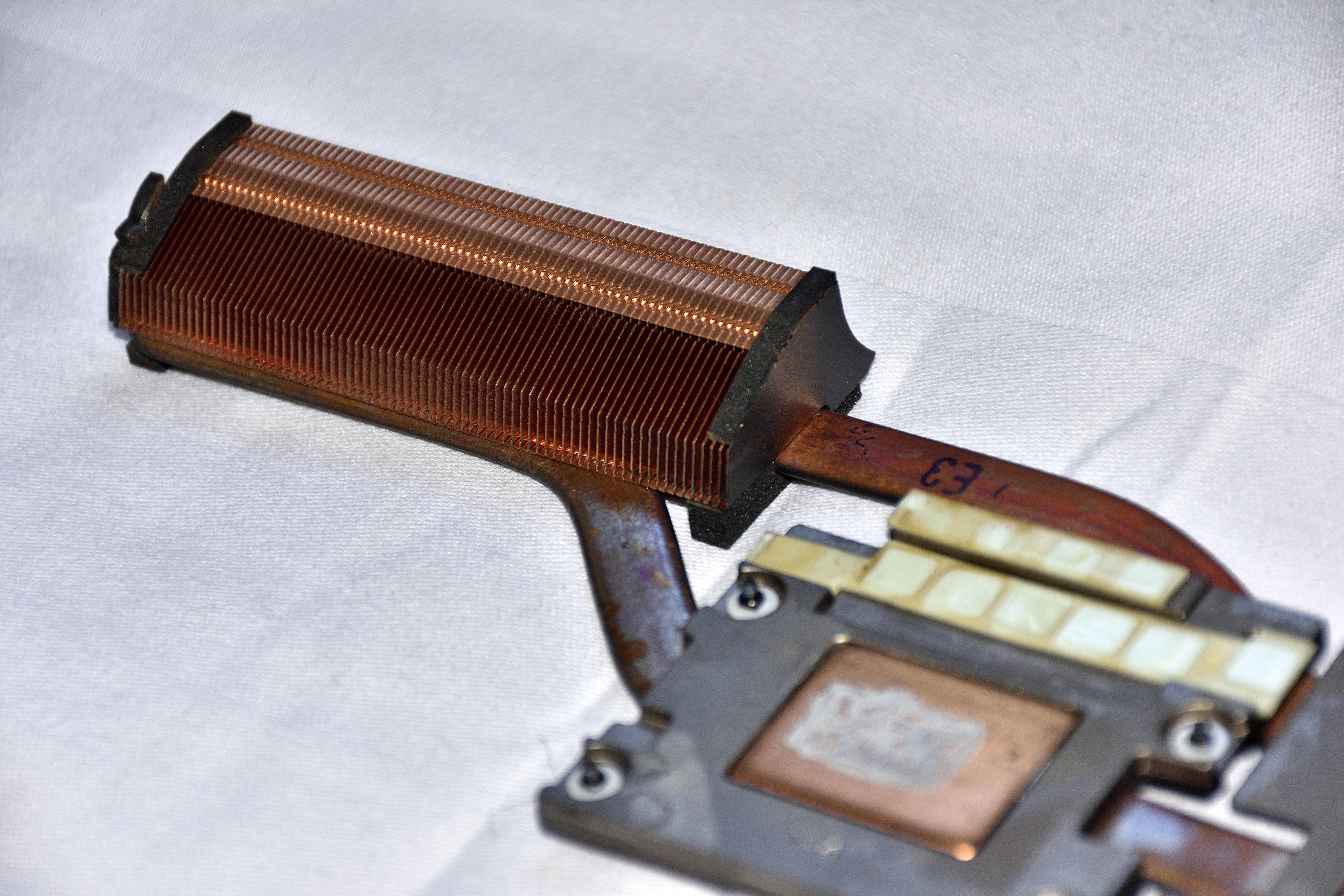
히트파이프의 작동 유체는 노트북 CPU와 비디오 프로세서에서 핀 스택으로 열을 전달한다. 팬에서 나오는 대류열 전달 방식으로 핀 스택에서 열이 발산된다. 이 핀 스택은 HP ZBook 모바일 워크스테이션 노트북의 것이다.
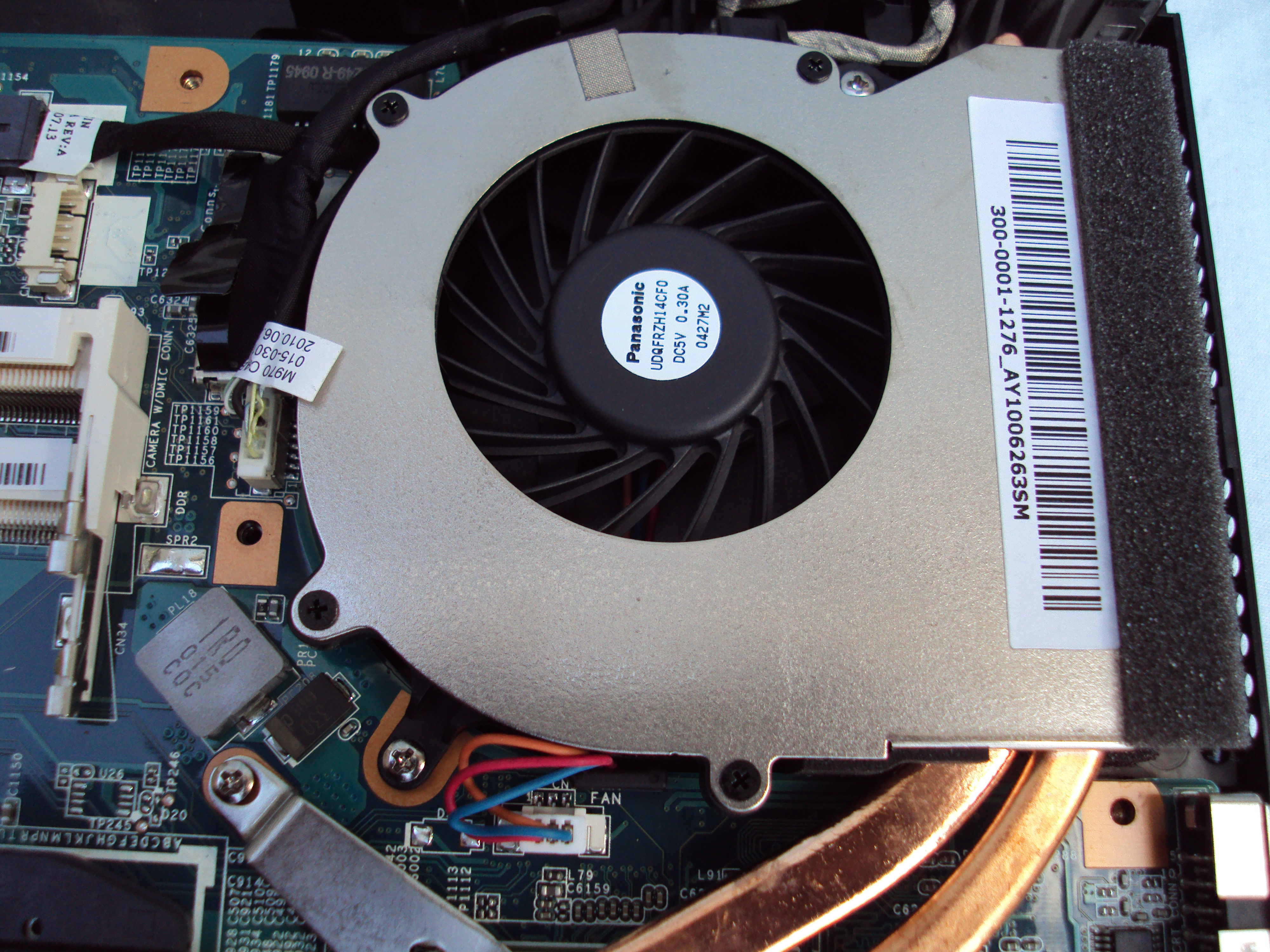
열은 배기 원심 팬에 의해 노트북에서 배출된다.

### 모바일 장치
휴대폰과 태블릿 같은 모바일 장치는 일반적으로 배터리 제약으로 인해 모바일 CPU 및 GPU 칩이 최대 전력 효율을 위해 설계되었기 때문에 수동 냉각을 사용한다. 일부 고성능 장치에는 휴대폰이나 태블릿의 외부 케이스로 열을 전달하는 데 도움이 되는 방열판이 포함될 수 있다.

## 같이 보기
- CPU 전력 손실
- 열 설계 전력
- 전자 장치 및 시스템의 열 관리